# Gouden Eeuw (Nederland)
De Gouden Eeuw is een periode in de Nederlandse geschiedenis die goeddeels samenvalt met de zeventiende eeuw. De Republiek der Zeven Verenigde Nederlanden maakte een bloeiperiode door op gebied van handel, wetenschap en kunsten. Ook wat betreft haar politieke en militaire macht (vooral ter zee) nam de Republiek in de wereld een vooraanstaande positie in. Deze bloeitijd, tot uitdrukking gebracht in de metafoor Gouden Eeuw, wordt gezien als belangrijke nieuwe fase in de ontwikkeling van de westerse beschaving. Deze metafoor, ontstaan in de negentiende eeuw, is algemeen verbreid, maar heeft ook regelmatig discussie opgeroepen.
Het beginpunt van de Gouden Eeuw varieert van 1602, het jaar waarin de VOC opgericht werd, tot 1609, het beginjaar van het Twaalfjarig Bestand. Tot het einde van het bestand in 1621 groeide de economie vrijwel ongehinderd. Tijdens de Dertigjarige Oorlog, die goeddeels samenviel met de tweede fase van de Tachtigjarige Oorlog, was in sommige sectoren sprake van stagnatie, in andere van groei. Na 1648 trok de economie weer aan, vooral voor de nijverheid waren dit zeer voorspoedige jaren. Na het Rampjaar 1672, het begin van de Hollandse Oorlog (1672–1679), volgde een periode van relatieve economische neergang en was de Gouden Eeuw over haar hoogtepunt heen. Een periode van consolidatie volgde.
De historicus Jonathan Israel maakt een verdere onderverdeling van de periode in de vroege Gouden Eeuw van 1588 tot 1647 en de late Gouden Eeuw van 1647 tot 1702.

## Inleiding
Ter verklaring van deze bloeiperiode in kunsten en wetenschappen zijn door historici diverse factoren genoemd:

### Economische bloei
De economie heeft een erg belangrijke rol gespeeld in de opkomst van de Republiek in de zeventiende eeuw. In de Gouden Eeuw groeide de Republiek uit tot het centrum van de wereldhandel. Na zich in enkele decennia te hebben vrijgevochten van het Spaanse gezag ontwikkelde het land zich tot een internationale grootmacht. Zowel in Azië en Afrika als in Amerika beschikte de Republiek over een aantal zeer winstgevende koloniën. Maar het fundament van de rijkdom werd gelegd met de handel in Europa: de graanhandel en houthandel op het Oostzeegebied of moedernegotie. In de Europese- en wereldeconomie ging Amsterdam een zeer belangrijke rol spelen. De bloeiende handel leidde tot een grote en zeer rijke klasse van kooplieden. De nieuwe voorspoed leidde ook tot meer aandacht voor en sponsoring van beeldende kunsten, literatuur, wetenschappen en armenzorg.
De moedernegotie (moeder aller handel) was de handel met de landen rond de Oostzee die door kooplieden uit Amsterdam vanaf de Late Middeleeuwen werd gedreven. Deze handel vormde de voornaamste bron van de welvaart in Amsterdam, waardoor de stad zich kon ontwikkelen van een weinig belangrijke plaats tot het economische centrum van Holland en de stapelplaats van Europa. De lucratieve Oostzeehandel legde de basis voor de Gouden Eeuw van de Nederlandse republiek.
Na de Spaanse overheersing heeft Nederland een nieuwe, republikeinse staatsvorm gekozen. De samenleving in Nederland werd veel minder door het feodalisme gekenmerkt dan in andere landen en hierdoor was de arbeidsmarkt veel vrijer. Een andere factor die ervoor zorgde dat de economie zo goed liep, was het feit dat er in de Republiek een uitgebreide markt bestond voor het lenen en uitlenen van geld. Hierdoor konden mensen, bedrijven of de Staat, die graag investeringen of uitgaven wilden doen, gebruikmaken van het gespaarde geld van iemand anders. Deze financiële markt vergemakkelijkte dan ook het doen van investeringen in potentieel winstgevende bedrijven of staatsorganisaties (zoals de VOC).
Een derde reden voor de economische voorspoed was de technologische voorsprong die de Republiek tijdens de Gouden Eeuw op veel andere landen had. Doordat de Republiek een relatief diverse, open en tolerante samenleving kende, was het gemakkelijker om ideeën en uitvindingen te ontwikkelen. Op bijna ieder terrein liep de Republiek voor op het buitenland. Een bekend voorbeeld van zo'n noviteit is het fluitschip, dat de Nederlandse zeevaarders een groot voordeel gaf ten opzichte van veel andere zeevarende landen.
Een laatste belangrijke oorzaak voor de economische voorspoed was de spilfunctie die Amsterdam kreeg in de wereldhandel. In Amsterdam begon er langzamerhand een stapelmarkt te ontstaan, waarbij bijna alle informatie, goederen en diensten op een relatief kleine plek aanwezig waren.

### Tolerantie

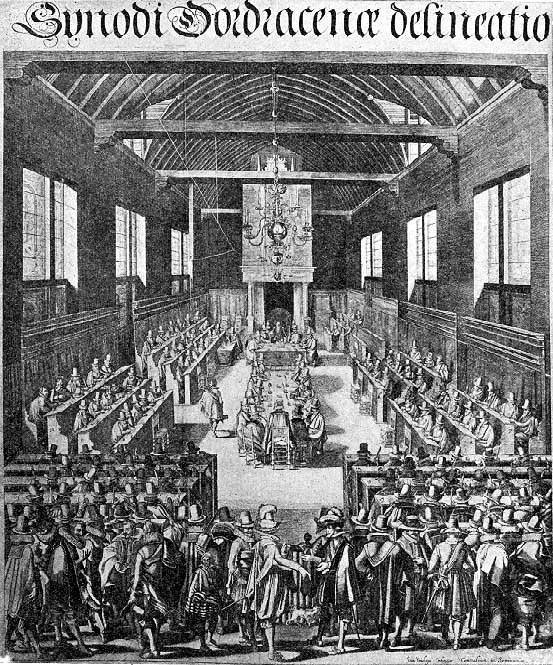
Synode van Dordrecht, 1618

Volgens bezoekers uit het buitenland en ook volgens de officiële propaganda was Nederland een zeer tolerant land, het land van de ware vryheit. Latere historici hebben dit in verband gebracht met de internationale handel en de Reformatie, die beide zouden hebben bijgedragen aan een relatief milde opstelling ten opzichte van andersdenkenden.
Protestanten stellen dat de interpretatie van de Bijbel vooral een kwestie van het eigen geweten van ieder individu is, en verwerpen centrale dogma's en een klerikale hiërarchie om deze te bekrachtigen. Dat nam niet weg dat de gereformeerden in de Gouden Eeuw een machtspositie innamen die gelegitimeerd was door de Staat sinds de Synode van Dordrecht. Christelijke andersdenkenden werd het moeilijk of onmogelijk gemaakt openlijk hun religie te belijden.
Opportunisme zal een belangrijke rol hebben gespeeld, aangezien het grote katholieke deel van de bevolking niet al te veel vervreemd mocht worden. De relatieve tolerantie voorkwam daarmee dat er een exodus optrad zoals het dogmatische Spanje had meegemaakt. Of het bij de spreekwoordelijke Nederlandse tolerantie ging over een vorm van onverschilligheid of van opportunisme, in ieder geval was het voor buitenlanders makkelijk om naar de Lage Landen te reizen en te emigreren. Er was relatief veel vrijheid en in een aantal Nederlandse steden was er sprake van een sociale smeltkroes.
Toch zijn er ook voorbeelden dat de Nederlanders in de Gouden Eeuw helemaal niet zo verdraagzaam waren, onder andere ten opzichte van rooms-katholieken en korte tijd tegenover remonstranten. Joden in de Republiek konden geen lid worden van de gilden, konden geen poorter worden en mochten niet trouwen met niet-joden.

### Zelfbewustzijn
Voor de calvinisten ging zuiverheid in de leer boven alles. De strijd om de vrijheid om het calvinisme te belijden naast de strijd tot politieke zelfstandigheid was de inzet van de Nederlandse Opstand tegen Spanje, beter bekend als de Tachtigjarige Oorlog (1568–1648). De volledige onafhankelijkheid van de protestantse noordelijke provincies als uitkomst van deze strijd zal zeker het nationale besef versterkt hebben. Al in 1609, toen Nederland en Spanje een wapenstilstand sloten die twaalf jaar zou duren, was veel van dit alles bereikt.
Net als na de Franse Revolutie, leidde politieke vrijheid tot vrijheid in andere domeinen van menselijk handelen en leidde deze vrijheid tot meer openheid voor nieuwe culturele en wetenschappelijke ideeën.

### Bestuurders en geleerden
Aan het eind van de zestiende en in de zeventiende eeuw hebben de Nederlanden een aantal uiterst bekwame bestuurders gehad, zoals Johan van Oldenbarnevelt, Johan de Witt (tevens wiskundige op het gebied van levensverzekeringen), Cornelis de Graeff en Andries Bicker. Ook ontbrak het niet aan bekwame veldheren zoals prins Maurits en prins Frederik Hendrik en admiraals als Piet Hein, Maarten Tromp en Michiel de Ruyter. Daarnaast waren er wetenschappers en bekwame vaklieden op allerlei terrein in de Nederlanden te vinden. Enkele grootheden en hun werkterreinen zijn Jan Pieterszoon Sweelinck (1562–1621) muziek, Hugo de Groot (1583–1645) volkenrecht en zeerecht, Louis de Geer wapenfabricage en handel, Rembrandt van Rijn (1606–1669) schilderkunst, Franciscus Gomarus (1563–1641) en Jacobus Arminius (± 1559–1609) theologie, Christiaan Huygens (1629–1695) wis-, natuur- en sterrenkunde, Simon Stevin (1548–1620) waterbouwkunde en rekenkunde, Jan Adriaanszoon Leeghwater(1575–1650) waterbouwkunde en Benedictus Spinoza (1632–1677) filosofie.

## Ontstaan van de Republiek
Gedurende de laatste decennia van de zestiende eeuw was de Republiek ontstaan. De Noordelijke en Zuidelijke Nederlanden gingen uiteindelijk ieder hun eigen weg. Het noorden zei de trouw aan koning Filips op. Daarbij was het van het begin af aan het gewest Holland dat de noordelijke unie domineerde. De andere gewesten zagen zich gedwongen de leiding van Holland te accepteren.
Duidelijke verschillen tussen de Noordelijke en Zuidelijke Nederlanden bestonden al langer. Brabant en Vlaanderen, de belangrijkste zuidelijke gewesten, hadden vaak tegengestelde belangen. Centralisatie vanuit Brussel werd daardoor bemoeilijkt. Nog minder invloed had de centrale regering in het gebied ten noorden van de grote rivieren. Verder was een groot deel van de bevolking in de Franstalige gewesten het katholieke geloof trouw gebleven. Adel, geestelijkheid en het stedelijk patriciaat hadden in het zuiden aanzienlijk meer macht dan in het noorden.
Aanvankelijk was het zeer onzeker of de nieuwe Noord-Nederlandse staat zich tegenover de Spaanse overmacht zou weten te handhaven. Alexander Farnese, hertog van Parma veroverde in hoog tempo stad na stad, onder andere het strategisch belangrijke Breda. Willem van Oranje week in 1583 uit naar Delft. De Staten-Generaal vergaderden voortaan in Holland en Zeeland.
Ook in het oosten van het latere Nederland boekten de Spanjaarden successen. De Spanjaard Verdugo was stadhouder van Groningen. De stadhouder van Gelderland, Willem van den Berg, deed de eed van trouw aan beide partijen en koos uiteindelijk de Spaanse zijde. In 1590 waren Nijmegen, Groningen en vrijwel het gehele gebied ten oosten van de IJssel bezet door de Spanjaarden. In 1589 was ook Geertruidenberg door hen veroverd. Spaanse garnizoenen vielen vanuit Steenwijk en Coevorden zelfs Friesland binnen.
Deze periode van crisis, waarin de Republiek moest vechten om te overleven, was tegelijkertijd ook een periode van grote creativiteit. Bestaande bestuurlijke en economische structuren werden aan de kant geschoven om plaats te maken voor organisatievormen die effectievere weerstand mogelijk maakten. Terwijl de troepen van Parma naar het noorden trokken, werd een interne machtsstrijd uitgevochten. De aristocratische aanhangers van graaf Leicester, die hoopten dat de protestantse Elizabeth I de soevereiniteit wilde aanvaarden, stonden tegenover de Hollandse regenten. De laatsten wonnen het pleit.
Cruciaal waren de gebeurtenissen in de jaren 1588, 1589 en 1590. Vergaande gevolgen had de beslissing van Filips II om zich te mengen in de burgeroorlog die in deze jaren in Frankrijk woedde. Het Spaanse leger in de Nederlanden werd daar grootschalig ingezet. Dat maakte de Nederlandse tegenaanval mogelijk. Bovendien begon in de jaren na 1588 ook de spectaculaire groei van de Nederlandse economie, en daarmee de financiële draagkracht. De steden groeiden explosief. Binnen enkele decennia was de Republiek een van de leidende Europese mogendheden.
In tien jaar tijd veroverde prins Maurits drieënveertig steden en vele vestingen op de Spanjaarden. Zij werden vrijwel geheel verdreven uit Gelderland, Overijssel, Drenthe en Groningen. Ook in Brabant werd gebied veroverd.
Filips II heeft vermoedelijk in de jaren voor zijn overlijden (1598) ingezien dat zijn politiek was mislukt. Daarom sloot hij –kort voor zijn dood– met Frankrijk de Vrede van Vervins. Ook leek Spanje zich terug te trekken uit de Lage Landen. Filips' dochter Isabella volgde hem met haar gemaal, Albertus van Oostenrijk, op in de zuidelijke Nederlanden. Aldus werd een Spaanse vazalstaat gecreëerd. Tot een hereniging van noord en zuid heeft dit niet geleid, hoewel er onderhandelingen gevoerd zijn. Van de noordelijke provincies werd geëist dat zij de aartshertogen formeel als soeverein erkenden en de katholieke eredienst tolereerden. Dit waren voor het noorden onaanvaardbare eisen.

## Demografie; verstedelijking
De bijzondere positie die de Republiek in de zeventiende eeuw innam, is des te verwonderlijker met een inwonertal dat nooit boven de twee miljoen is uitgekomen. Een opvallend aspect van de noordelijke Lage Landen was daarbij de hoge graad van verstedelijking. Het merendeel van de inwoners leefde in het westen, in het gewest Holland (ongeveer gelijk aan het huidige Noord- en Zuid-Holland). Daarvan leefde ongeveer de helft in een stad, in Holland vooral in Amsterdam, Leiden, Haarlem, Rotterdam, Delft, Dordrecht en Enkhuizen. Buiten Holland waren Middelburg, Utrecht en Groningen de grootste steden. Deze verhouding tussen stedelingen en plattelandsbewoners was voor die tijd uitzonderlijk: in omringende landen woonde slechts vijftien tot twintig procent van de bevolking in een stad.
|               | 1570   | 1622    | 1647    | 1688    |
| ------------- | ------ | ------- | ------- | ------- |
| Amsterdam     | 30.000 | 105.000 | 140.000 | 200.000 |
| Haarlem       | 16.000 | 39.500  | 45.000  | 50.000  |
| Leiden        | 15.000 | 44.500  | 60.000  | 70.000  |
| Delft         | 14.000 | 22.750  | 21.000  | 24.000  |
| Middelburg    | 10.000 | 25.000  | 30.000  | 30.000  |
| Enkhuizen     | 7500   | 22.000  | 18.000  | 14.000  |
| Rotterdam     | 7000   | 19.500  | 30.000  | 50.000  |
| 's-Gravenhage | 5000   | 15.750  | 18.000  | 30.000  |

Ruim twee eeuwen eerder, aan het eind van de veertiende eeuw, hadden slechts drie steden in ditzelfde gebied niet veel meer dan 10.000 inwoners en woonde de bevolking nog voornamelijk in het midden en oosten van het land. De grote bevolkingsaanwas in het westen was mogelijk gemaakt door de waterbouwkundige werken, die vanaf de dertiende eeuw op ongekende schaal zijn uitgevoerd, (in het hele land maar vooral in de westelijke kustprovincies): landaanwinst aan de kust, indijking van rivieren en inpoldering. Deze immense inspanningen vormden tevens door het grote en complexe bestuurlijke apparaat dat hiervoor nodig was een extra verklaring voor de hoge bestuurlijke organisatiegraad in de Nederlanden. Ook de geleidelijke overschakeling van graanbouw op veeteelt had een rol gespeeld bij de trek naar de steden. Naarmate meer graan werd geïmporteerd verschoof het accent naar de minder arbeidsintensieve veeteelt.
Voor de meeste steden in de noordelijke Nederlanden was de zestiende eeuw tot het jaar 1580 vooral een eeuw van stagnatie. Amsterdam groeide daarentegen sterk. In 1514 telde het nauwelijks meer dan 10.000 inwoners, in 1570 waren dat er ongeveer 30.000. Dit was echter een van de weinige uitzonderingen op het algemene patroon. Vrijwel alle steden, waaronder de voorheen bloeiende IJsselsteden, werden kleiner, of bleven ongeveer gelijk wat betreft het aantal inwoners. De werkelijk grote steden lagen alle in de zuidelijke Nederlanden. Antwerpen was met 100.000 inwoners in 1560 verreweg het grootst. Leiden telde in het jaar van het beleg (1573/74) slechts zo'n 12.500 zielen.
Gedurende de decennia na 1590 groeiden bijna alle Hollandse steden explosief. Deze groei was slechts mogelijk door migratie. Gedurende de Vroegmoderne Tijd lag in eigenlijk iedere stad het sterftecijfer hoger dan het geboortecijfer. De slechte hygiënische omstandigheden, de hoge zuigelingensterfte en het veelvuldig optreden van epidemische ziekten in de steden waren daar debet aan. Zonder migratie vanaf het platteland zou iedere stad krimpen. Voor 1670 sloeg ook de pest enkele malen toe. In Amsterdam stierven in 1602 ongeveer 10.000 mensen, merendeels armen, aan een epidemische ziekte. Epidemische ziekten troffen Leiden in 1599, in 1604, in 1624 en in 1636. Slechts het economisch succes deed migranten in groten getale naar de steden trekken.

## Landbouw
De landbouw werd in de Republiek op een relatief moderne en efficiënte wijze bedreven. Vernieuwingen in de land- en tuinbouw leidden tot goede opbrengsten. Voorbeelden hiervan zijn de toegepaste methoden van afwatering en de vele droogmakerijen, het verbeterde veevoer en de destijds toegepaste methoden om de vruchtbaarheid van verschraalde gronden te herstellen. De nieuwe technieken werden in de achttiende eeuw tijdens de zogenaamde agrarische revolutie op grote schaal nagevolgd in Engeland.
De landbouw was in de Republiek de grootste sector in het economische leven. Het bood werk aan een kleine helft van de totale beroepsbevolking. Het land kan in grofweg twee delen ingedeeld worden: de natte maar vruchtbare kustprovincies in het westen en noorden en de zanderige en onvruchtbare landprovincies in het zuiden en oosten. In de vroege zestiende eeuw waren de graanopbrengsten laag en kon maar een klein overschot vermarkt worden. Opbrengsten bleven laag door een gebrek aan specialisatie en het ontbreken van investeringen. De essen en woeste gronden in het oosten werden gemeenschappelijk beheerd door marken. Veruit het belangrijkste gewas was rogge. Het inklinkende land in de kustprovincies zorgde voor een transformatie van voornamelijk akkerbouw naar voornamelijk veeteelt. Boeren waren genoodzaakt hun inkomen aan te vullen met nevenactiviteiten, zoals zoetwatervisserij, jacht en rietsnijden.
Vanaf de late vijftiende eeuw groeide de bevolking in de Nederlanden en in Europa en stegen de prijzen. Daarnaast ontwikkelde Amsterdam zich tot graanschuur van Europa met de import van goedkoop graan uit Oostzeehavens. Door de lage graanprijzen werd de graanproductie in de kustprovincies ingeruild voor de verbouw van tuinbouwgewassen en intensieve nijverheidsgewassen als hennep, vlas en oliehoudende zaden. In de kustprovincies vormden de boeren gespecialiseerd in de veeteelt de belangrijkste groep. De veeteelt kan onderverdeeld worden in de vetweiderij en de melkveehouderij. Met de vetweiderij werden magere ossen van buiten de Republiek geïmporteerd om op Nederlandse weiden gemest te worden. Het vlees werd na de slacht voor het grootste deel geëxporteerd. De melkveehouders hielden koeien voor de productie van kaas en boter, ook veelal bestemd voor de export. De stijgende prijzen en een groeiende rijkdom van stedelijke kooplieden trok investeringen in de landbouw aan. In Noord-Holland werden een groot aantal speculatieve investeringen in landaanwinningsprojecten gedaan, waaronder van de Beemster, Schermer en Purmer. In Groningen zorgde de stad ervoor dat bij het afgraven van hoogveengebieden voor de winning van turf, een vruchtbare bovenlaag overbleef. Hier ontstonden nieuwe agrarische nederzettingen, de Veenkoloniën. Ook boeren deden investeringen om de productie te vergroten. Door de hoeveelheid vee in de kustprovincies was er ook veel mest om akkers te bemesten dat de opbrengst verder deed toenemen. In de landprovincies bleven deze ontwikkelingen uit door verwoestende militaire activiteiten tijdens de Tachtigjarige Oorlog, de uitgestrekte woeste gronden en het gemeenschappelijke beheer over de essen. Vanaf halverwege de zeventiende eeuw begon de agrarische depressie die tot halverwege de achttiende eeuw duurde en alle boeren in Europa trof.

## Handel en nijverheid

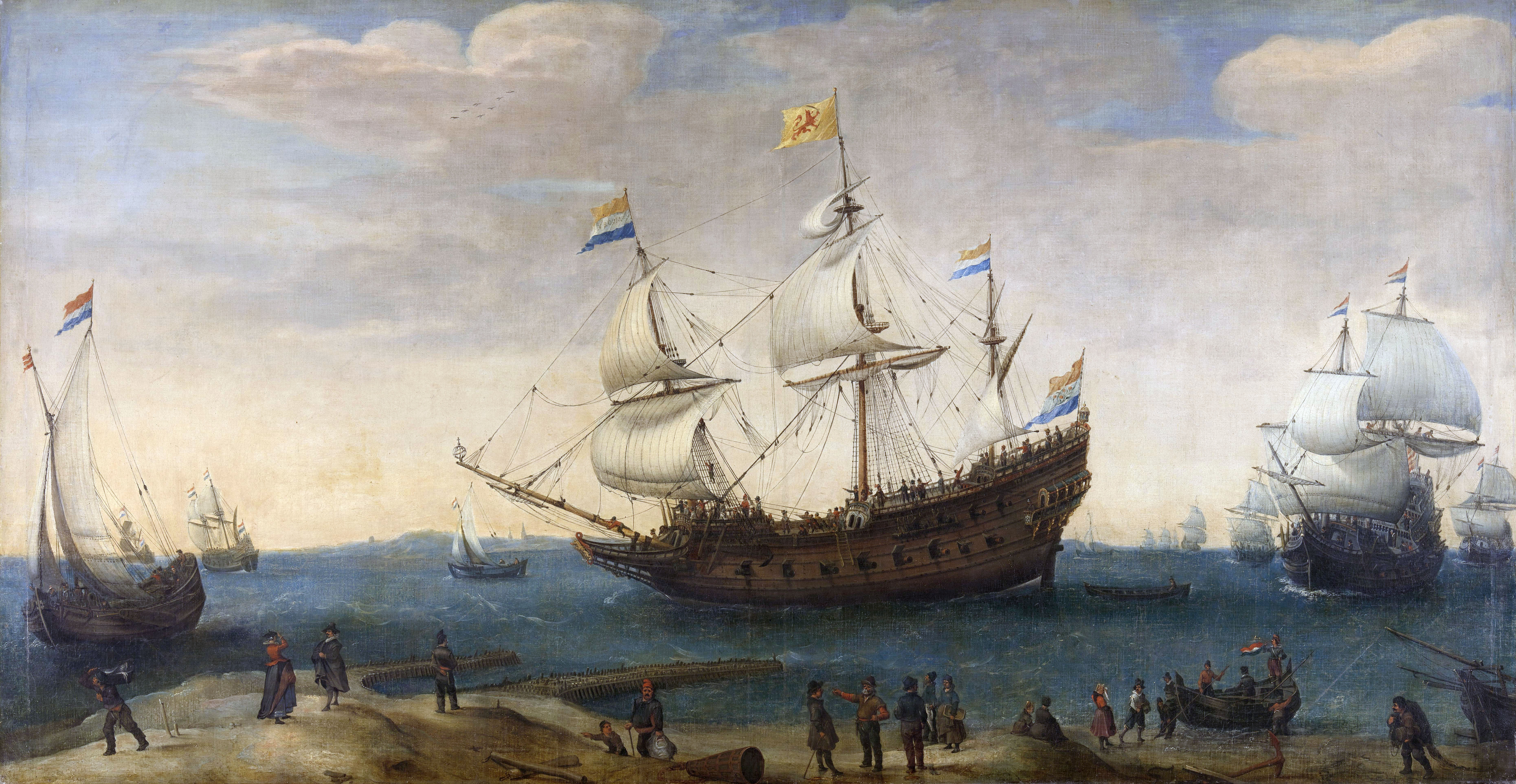
Het uitzeilen van een aantal Oost-Indiëvaarders (1600), Hendrik Cornelisz. Vroom

Gedurende een groot deel van de zeventiende eeuw domineerden Nederlanders, traditioneel kundige zeevaarders en kaartenmakers, de wereldhandel, een positie die daarvoor in mindere mate was ingenomen door de Portugezen en de Spanjaarden. Nederland heeft deze dominante positie binnen de wereldhandel ongeveer anderhalve eeuw weten te handhaven.
In de decennia na de Val van Antwerpen groeide de Nederlandse economie explosief, de handel het meest. De snelheid en hevigheid van de economische ontwikkelingen zijn tamelijk uniek in de geschiedenis. Belangrijke oorzaken van de groei waren:
- de stroom van vakbekwame migranten naar het Noorden als gevolg van het verlies van het Zuiden
- de verovering van het rivierengebied, waardoor de contacten met het Duitse achterland hersteld werden
- de blokkades door de Staatse vloot op de Schelde, de Eems en de Vlaamse kust

In 1602 werd de Verenigde Oostindische Compagnie (VOC) gesticht. Deze onderneming kreeg het Nederlandse monopolie op de handel met Azië en zou dit bijna twee eeuwen behouden. Het zou 's werelds grootste handelsonderneming van de zeventiende eeuw worden. Specerijen werden in grote hoeveelheden geïmporteerd en leverden grote winsten op, enerzijds door de grote inspanningen die geleverd moesten worden en de risico's waar deze mee gepaard gingen, anderzijds door de niet te verzadigen vraag naar deze producten. De VOC bestond overigens grotendeels van de handel binnen Azië. Toen de Engelsen de winstgevende opiumhandel tussen de papavervelden in Bengalen en de markten op Java en in China overnamen, kon de VOC geen grote winsten meer maken.

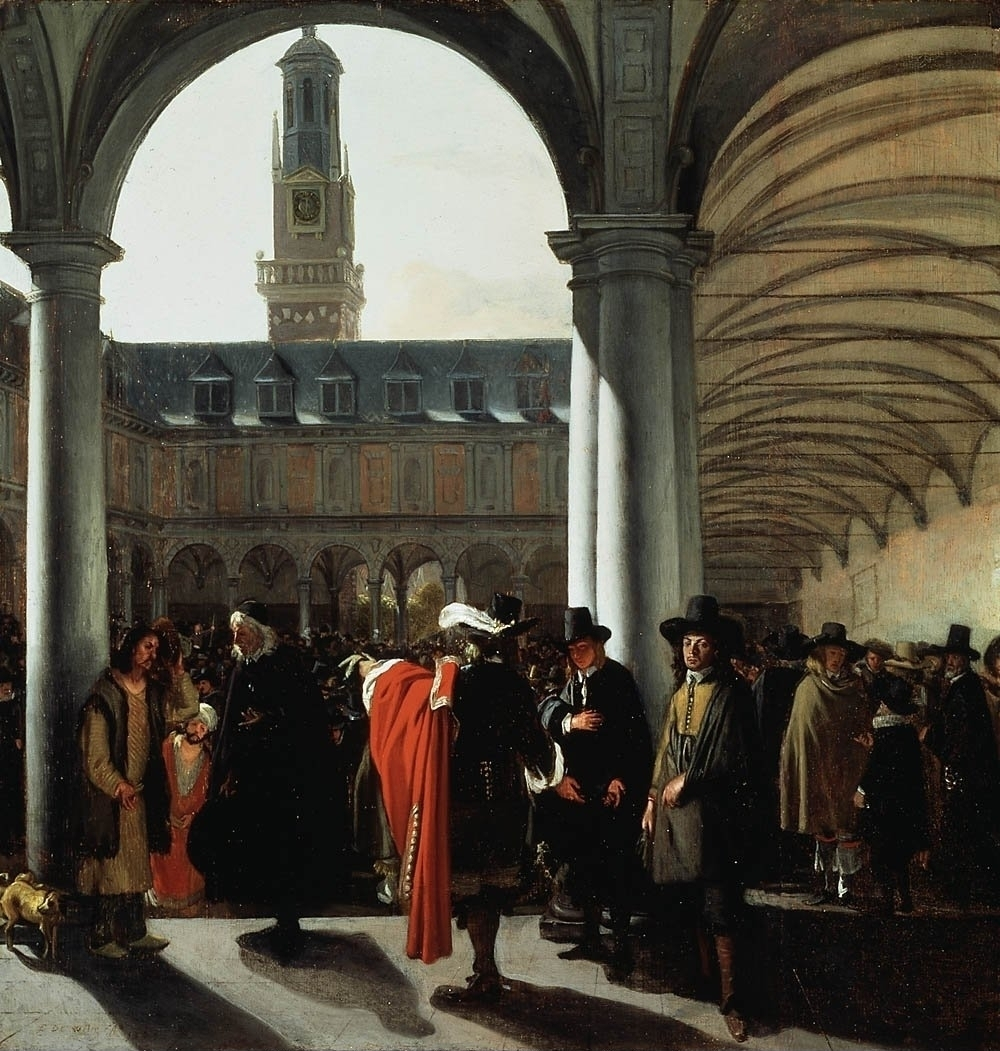
De in 1609 opgerichte Beurs van Amsterdam

In 1609 werd de Beurs van Amsterdam opgericht (een eeuw eerder dan de tegenhanger in Londen), die samen met de in hetzelfde jaar opgerichte Amsterdamsche Wisselbank van deze stad spoedig het financiële centrum van Europa zou maken.
De financiële infrastructuur van de Nederlanden was gunstig voor het vormen van een handelsnatie. Anders dan in andere landen, waar de adel de vermogens en het bestuur monopoliseerde en op de handel neerkeek, was er in Nederland veel kapitaal beschikbaar voor ondernemingen. De beurs, een relatief efficiënt bestuur, de bereidheid van de bankiers om risico's te nemen en een landsbestuur dat niet neerkeek op de handel maar die juist stimuleerde zorgden voor een voor Europa uniek investeringsklimaat.
Holland domineerde ook de handel in bulkgoederen tussen Europese landen (waar ruim een eeuw tevoren de Hanzesteden nog een prominente rol hadden gespeeld). Geografische aspecten speelden hierbij ook een rol, enerzijds de gunstige ligging, op een kruispunt van oost-west en noord-zuid routes, anderzijds de uitstekende verbinding met een groot Duits achterland via de Rijn. Nederlandse handelaren verscheepten wijn en zout uit Frankrijk en Portugal naar de landen rond de Oostzee en keerden terug met vooral graan, Zweeds kruit, hout, ijzer en wapens, maar ook vele andere goederen die voor een deel weer naar landen rond de Middellandse Zee werden vervoerd.
De handel op de Oostzee (ook wel bekend als de moedernegotie) was een belangrijk fundament van de welvaart. De koning van Denemarken, de man die de Sont controleerde, was dan ook een belangrijke bondgenoot.
Ook het Nederlandse industriële potentieel nam toe. Scheepswerven en suikerraffinaderijen zijn daarvan goede voorbeelden. Dankzij de toepassing van de krukas in windmolens, voor het eerst in 1594, kon zeer veel hout, nodig voor onder meer het bouwen van schepen, gezaagd worden met houtzaagmolens. Dit bracht ook de houthandel met de Oostzeelanden op gang.
De haringvangst was een zeer belangrijke bron van inkomsten. Naarmate meer land in productie werd genomen (deels door het inpolderen van een aantal meren), namen de graanproductie en veehouderij in belang toe.
Hoewel de zeventiende eeuw als geheel een periode was van bijna onbeperkte economische groei, zijn er wel verschillende fasen aan te wijzen. Van 1621 tot 1632 was eerder sprake van recessie en stagnatie. Daarna herstelde de economie zich aarzelend. Het aandeel in de Europese handel verminderde; daar stond echter een grotere vraag naar Nederlandse producten en koloniale waren tegenover.
Het succes van de Nederlanders wekte de afgunst op van de omringende landen. Na een felle concurrentiestrijd, die aanleiding gaf tot enkele oorlogen, zou de dominerende positie van Holland overgaan in de handen van de Engelsen. Deze oorlogen met Engeland werden hoofdzakelijk ter zee uitgevochten.

## Sociale structuur; rangen en standen
In de Nederlanden van de zeventiende eeuw werd sociale status vooral door inkomen bepaald. In dit opzicht verschilden de Nederlanden van naburige landen, waar sociale status nog grotendeels afgemeten werd aan afkomst, hetgeen tot de Franse Revolutie zo zou blijven. Er waren hier wel sociale klassen, maar op een nieuwe manier.
De aristocratie, of adel, had haar privileges grotendeels aan de steden verkocht, waar kooplieden en hun geld het voor het zeggen hadden. Bovendien was het aantal edelen in Nederland met land en macht, dus anders dan in naam, bijzonder laag in vergelijking tot omringende landen. Hiervoor zijn twee redenen aan te voeren: vanaf de dertiende eeuw was het feodale stelsel in de Lage Landen in snel tempo afgebrokkeld. Veel horige boeren waren als vrij man naar het nieuw ontgonnen of ingepolderd land getrokken, waar zij pachter werden. Vanaf de vijftiende eeuw werd ook nog eens veel land door rijke kooplieden opgekocht, die dit weer in pacht uitgaven. In de zestiende eeuw was het de bewuste politiek van de Habsburgse vorsten geweest om edelen in allerlei bestuurlijke functies te vervangen door de opkomende klasse van universitair geschoolde juristen, wier afhankelijkheid en daarmee loyaliteit hoger was.
De geestelijkheid had ook niet al te veel wereldse invloed: de katholieke Kerk werd tot op zekere hoogte onderdrukt sinds het uitbreken van de Tachtigjarige Oorlog; de jonge protestantse Kerk was verdeeld.
Hiermee is niet gezegd dat de aristocraten niet over sociale status beschikten. Integendeel, het ging er veeleer om dat rijke kooplieden zich bij de adel inkochten door landbezit te verwerven en zich een familiewapen en -zegel aan te meten. Ook mengden aristocraten zich met leden van andere klassen om op een hen passende manier in hun levensonderhoud te kunnen voorzien. Hiertoe huwelijkten zij dochters uit aan rijke kooplieden, gingen zij zelf in de handel of aanvaardden zij een publiek of militair ambt om zo een salaris te verdienen. Ook kooplieden kregen interesse voor openbare ambten, aangezien deze hen grotere economische macht en meer prestige konden verschaffen.
Een universitaire opleiding werd allengs gezien als een opstap naar zo'n publieke functie. Rijke kooplieden en aristocraten zonden hun zoons op een zogeheten grand tour (grote reis) door Europa. Deze jongelui bezochten dan universiteiten in verschillende Europese hoofdsteden, vaak vergezeld door een privéleraar, als het even kon een man van de wetenschap.
De hier beschreven vermenging van patriciërs en aristocraten kwam het meest voor in de tweede helft van de eeuw.
Direct onder de aristocraten en patriciërs stond de gegoede burgerij, die bestond uit protestantse geestelijken, juristen, artsen, industriëlen en hogere ambtenaren. Een lagere status was toebedeeld aan kleine zelfstandigen, gespecialiseerde handwerkslieden, administratief personeel en boeren. Nog een trede lager stonden geoefende arbeiders, huisbedienden en ander dienstverlenend personeel. Aan de voet van de piramide bevonden zich de paupers, door Karl Marx later het proletariaat genoemd: verarmd landvolk, waarvan velen hun geluk beproefden in de steden, als bedelaar of dagloner.
De armen- en ziekenzorg was in Nederland voor die tijd bijzonder goed geregeld. Deze waren in vorige eeuwen vooral een taak van gilden en van de katholieke Kerk geweest. Na de Reformatie nam de lokale overheid dit werk grotendeels over.
Omdat rijkdom, of het gebrek daaraan, zozeer iemands sociale status bepaalde waren de standen minder scherp afgebakend dan elders. Tenslotte kon het fortuin keren. Ook het calvinisme, dat nederigheid als een belangrijke deugd prijst, had daar veel mee te maken. Deze tendensen zijn opmerkelijk bestendig gebleken. De huidige Nederlandse samenleving, hoewel veel meer geseculariseerd, wordt door velen nog steeds als opmerkelijk egalitair gezien.

### Positie van de vrouw
Vrouwen genoten in de Republiek aanzienlijk meer vrijheid dan elders in Europa. Zelfs ongehuwde vrouwen mochten zich vrij over straat bewegen zonder door mannen begeleid te worden. Terwijl het in de meeste landen gewoon werd gevonden om vrouwen te slaan werd dit in de Republiek niet getolereerd. In de kustprovincies domineerden vrouwen veelal het straatbeeld. Arie van Deursen zegt hierover het volgende: In de kustprovincies was een groot deel van de mannelijke beroepsbevolking werkzaam als visser of matroos. [...] Als het ooit onwaar geweest is dat vrouwen enkel de huishouding deden en hun ziel en zaligheid verpand hadden aan het schoonschrobben van de stoep, dan wel in het Holland van de zeventiende eeuw. De arbeidsverdeling tussen man en vrouw kon in de talrijke gezinnen van zeevarenden niet anders dan onevenredig belastend voor de vrouw uitvallen, die zolang haar man op het water rondzwierf de rollen van gezinshoofd en kostwinner met die van huisvrouw en moeder had te verenigen.
Overigens verbaasden buitenlandse bezoekers zich wel over de Hollandse reinheid. Nergens besteedden vrouwen zo veel zorg en energie aan het schoonschrobben van de stoep en het lappen van de ramen.

### Ervaringen van buitenlanders
Jonathan Israel geeft in de inleiding van zijn boek De Republiek, 1477-1806 een lijst van kenmerken en innovaties van de Republiek tijdens de Gouden Eeuw waarover buitenlanders zich verbaasden.
Op economisch gebied was er de omvang en doelmatigheid van scheepvaart en handel, en de hoge ontwikkeling van industrie en financiële instellingen. Bezoekers prezen de ordelijkheid en reinheid van de mooie steden, de verdraagzaamheid op godsdienstig en intellectueel gebied, de wees-, armen- en ziekenhuizen, de gevangenissen en de geringe criminaliteit. Opmerkelijk was in hun ogen de inperking van de macht van de Kerken, het gezag dat een staat geregeerd door burgers uitoefende over het leger, de overvloed aan wetenschappelijke collecties, bibliotheken en uitgevers, en ook de prestaties op het gebied van kunst, wetenschap en filosofie.
Buitenlanders waren doorgaans geschokt door de veelheid aan kerken, de overmatige vrijheid die vrouwen, personeel en joden genoten, de burgerlijkheid en het ontbreken van hiërarchie. Het kostte buitenlandse bezoekers moeite om dienstmeisjes als zodanig aan hun kleding te herkennen. Edelen vonden het choquerend dat mensen van mindere stand het woord tot hen richtten. De Verenigde Provinciën werden veelal beschouwd als een broeinest van wanorde.
De Republiek was de leidende technologische macht: trekschuit, straatverlichting, nieuwe sluizen, scheepsbouwmethoden, weefgetouwen, houtzaagmolens, andere windmolens trokken bezoekers zoals tsaar Peter de Grote aan.
Streven naar vrijheid was een motief voor de Opstand geweest. Nergens was er zo'n vrije en veilige staat, schreef Romeyn de Hooghe, schilder en propagandist van Willem III in 1703. Dit neemt niet weg dat vooruitstrevende denkers als Hugo de Groot, Episcopius, Spinoza, René Descartes en anderen op de grenzen van deze vrijheid stuitten. Toch roemden ze de relatief grote vrijheid. Descartes schreef dat er geen ander land was où l'on puisse jouir d'une liberté si entière (waar men een zo volledige vrijheid kan genieten).

## Religie

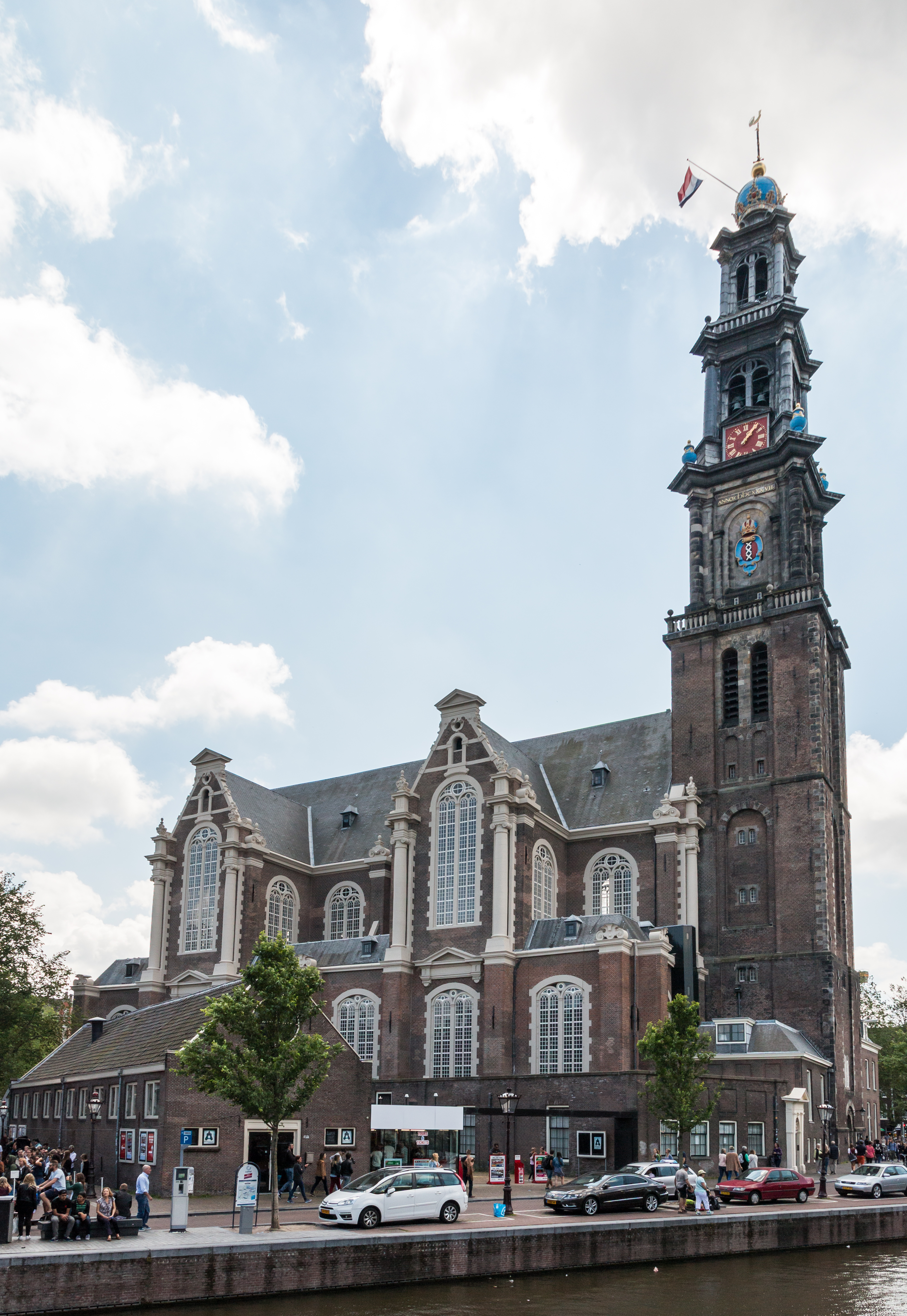
Westerkerk in Amsterdam, gebouwd door Hendrick de Keyser (1565–1621)

Een meerderheid in de noordelijke provincies was na de Reformatie calvinist, of behoorde althans tot de Nederduits Gereformeerde Kerk. In de tweede helft van de zeventiende eeuw was tachtig tot negentig procent van de bevolking gereformeerd. Deze Kerk was geen toonbeeld van eensgezindheid. In het begin van de zeventiende eeuw werd de Republiek verscheurd door bittere tegenstellingen tussen de preciezen en de rekkelijken. Laatstgenoemden, de remonstranten, geloofden niet in predestinatie (voorbeschikking tot hemel of hel, ongeacht iemands levenswandel) en pleitten voor vrijheid van geweten. Hun meer dogmatische tegenstanders, die zich contraremonstranten noemden, wonnen het pleit bij de Synode van Dordrecht. Het grote aantal vertakkingen binnen de Nederlandse protestantisme zal er wellicht toe bijgedragen hebben dat de onderlinge tegenstellingen na verloop van tijd afzwakten en daarmee de onderlinge verdraagzaamheid weer toenam. Na de Synode van Dordrecht komt er onder de behoudende calvinistische predikers een beweging op gang tot verdere doorwerking en verbreiding van het Bijbelse ideaal in leer en leven in bevindelijke zin. Deze stroming staat bekend als de Nadere Reformatie. De bekende hoogleraar Gisbertus Voetius was de grote man van deze stroming. De wortels van deze beweging liggen in het werk van de Zeeuwse predikant Willem Teellinck. Zijn omvangrijke programma tot reformatie van het volksleven vatte hij in 1627 samen in Noodtwendigh Vertoogh.
Ook het humanisme, dat in de zestiende eeuw was opgekomen en dat in Desiderius Erasmus zo niet de geestelijk vader dan toch een belangrijk pleitbezorger had, had nog steeds veel invloed en droeg bij aan een klimaat van tolerantie. Het viel niet mee om de genoemde tolerantie ook naar katholieken aan de dag te leggen. Religie had immers (naast politieke en economische motieven) een belangrijke rol gespeeld in de opstand tegen Spanje, de Tachtigjarige Oorlog.
In de loop van de zeventiende eeuw nam de tolerantie ten opzichte van andere religies toe. Het jaar 1630 wordt door Jonathan Israel als scheidslijn aangewezen. Daarna genoten remonstranten, lutheranen, katholieken en joden aanzienlijk meer vrijheid dan daarvoor. Met geld kon dikwijls veel bereikt worden. Zo konden katholieken na betaling van steekpenningen gedaan krijgen dat het houden van een mis (in een schuilkerk) oogluikend werd toegestaan of dat hun kinderen door een katholieke priester gedoopt werden. Sommige steden waren toleranter dan andere. Rotterdam en Amsterdam waren relatief tolerant. In steden waar de contraremonstranten aan de macht waren, waaronder Leiden en Haarlem, bleef nog enkele decennia lang de gewoonte bestaan om het opdragen van de mis met geweld onmogelijk te maken.
Openbare ambten bleven voor katholieken onbereikbaar. Hetzelfde gold voor doopsgezinden en voor joden.
De relatief grote verdraagzaamheid was niet van principiële aard; handelsbelangen en onverschilligheid speelden ook een rol. In ieder geval kwamen er grote aantallen mensen die in omringende landen om hun religie vervolgd werden naar Nederland om daar in relatieve vrijheid te leven. Te denken valt aan de (vaak gefortuneerde) joodse kooplieden uit Portugal (de sefardim). Uit Frankrijk kwamen, na de intrekking van het Edict van Nantes in 1685 veel hugenoten en joden; velen van hen waren gespecialiseerde handwerkslieden en geleerden. Dat de tolerantie niet ongelimiteerd was ondervond filosoof Baruch Spinoza (1632–1677): hij werd wegens zijn opvattingen door de Joodse gemeenschap uitgestoten. Wijselijk liet hij zijn controversiële Tractatus theologico-politicus anoniem in het Latijn verschijnen, en ook dat was niet zonder risico. Radicale vrijdenkers als Adriaen Koerbagh kregen ook van overheidswege met repressie te maken; hij eindigde zijn leven als dwangarbeider in het Amsterdamse Rasphuis.

## Cultuur
Ten gevolge van de Opstand vielen de Nederlanden ook in cultureel opzicht uiteen. In noord en zuid ontwikkelde zich een eigen cultuur. Het zuiden kwam geheel in de greep van de contrareformatie. De censuur was er buitengewoon streng; het intellectueel debat viel er bijna stil.
In het noorden, in de Republiek, voltrok zich een geheel andere ontwikkeling. Hier ontstond een mengeling van calvinistische, andere protestantse, katholieke en humanistische stromingen, die zich juist door deze diversiteit onderscheidden van de cultuur in de omringende landen. De barok deed er slechts beperkt zijn invloed gelden, op enige uitzonderingen in de literatuur na (zoals de dichter Joost van den Vondel). De overdadigheid van de barok paste niet bij de strengheid van de merendeels calvinistische bevolking.
Hoewel cultuur ook in de Republiek in de eerste plaats een zaak was van de welgestelden, kon een relatief groot deel van de bevolking er deel aan nemen. Velen konden zich de aanschaf van een schilderij permitteren. Velen hadden een bijbel en psalmboeken in hun bezit. Daarnaast waren er allerlei vormen van goedkoop drukwerk, zoals pamfletten.
De burgerij vormde de drijvende kracht achter de nieuwe culturele ontwikkelingen, en dan overwegend in de westelijke provincies: eerst en vooral in Holland, in mindere mate in Zeeland en Utrecht. Waren het in andere landen vooral rijke aristocraten die beschermheer van de kunsten werden, in de Lage Landen was hun bescheiden aantal er debet aan dat deze rol overgenomen werd door rijke kooplieden en andere patriciërs.
Centra van cultureel-literaire activiteit werden gevormd door schutterij en rederijkerskamers. De primaire taak van de schutterijen was het verdedigen van een stad in tijden van nood en het uitvoeren van politietaken, maar daarnaast vormden zij een ontmoetingsplaats voor mensen uit de gegoede middenklasse, die er met trots een prominente positie bekleedden, en er een behoorlijk bedrag voor over hadden om dit voor het nageslacht vast te laten leggen. De rederijkers vormden verenigingen (kamers) in de steden, die tot doel hadden literaire activiteiten te organiseren, zoals dicht- en toneelkunst en debatten, vaak in de vorm van wedstrijden. De steden waren trots op hun rederijkerskamer en ondersteunden deze.

## Onderwijs
In vrijwel alle steden en grotere plaatsen in de Gouden Eeuw bestonden particuliere lagere scholen voor vijf- tot ongeveer tienjarigen en daarop was enige kwaliteitscontrole door de overheden in grotere steden. Hier leerden kinderen (tegen betaling) in ongeveer twee jaar lezen en rekenen, en eventueel na nog een jaar of twee schrijven. Uitgangspunt in de Republiek was dat ieder mens de Bijbel moest kunnen lezen. Daarnaast waren rekenen, schrijven, boekhouden en de beheersing van een of meerdere talen voor de handel van wezenlijk belang. Maar er was wel een verschil tussen stad en platteland. De bovengenoemde controle vond voornamelijk plaats in de steden. De school bestond doorgaans uit een lokaal. Kinderen met ongeveer dezelfde capaciteiten zaten bij elkaar aan een tafel. Er werd zelfstandig gewerkt en als het af was kregen ze nieuw werk van de schoolmeester. De kwaliteit was sterk afhankelijk van wat ouders konden betalen. In dorpen was de kwaliteit doorgaans minder. Er werd een beetje gerekend, wat gelezen en geschreven en de jongere kinderen kregen hulp van de oudere en er was ook hier de nodige aandacht voor de godsdienst.

### Latijnse school
In de steden bestond niet zelden de mogelijkheid om naar de Latijnse school te gaan, waar -naast Latijn- ook schrijven, oude geschiedenis en welsprekendheid werd onderwezen. De nadruk op het Latijn was evident: de kinderen moesten worden voorbereid op de universiteit, waar alles in het Latijn werd onderwezen. In de tweede plaats was het onderwijs uit de klassieke oudheid door de Latijnse school overgenomen. Latijn was de voertaal van de (katholieke) Kerk en alle internationale correspondentie gebeurde eveneens in die taal. Daarnaast was er aandacht voor Grieks, geschiedenis, retorica (welsprekendheid) dialectiek (logisch redeneren), filosofie, godsdienst, zingen, musica (theoretische muziekleer), aritmetica, geometrie en astronomie.

### Universiteiten
De Universiteit van Leiden was in 1575 de eerste van de Noordelijke Nederlanden. Aangenomen wordt dat de keuze voor Leiden een geschenk was van Willem van Oranje aan de stad Leiden na het Leids ontzet, hoewel hiervoor geen bewijs gevonden is. Deze protestante staatsuniversiteit onderwees aanvankelijk alleen protestante theologie (de nieuwe Republiek had een sterke behoefte aan goed opgeleide geestelijken), welsprekendheid, oude geschiedenis, Latijn en Grieks en wiskunde. Omdat Leiden een van de eerste protestante universiteiten was, trok zij uit heel Noord-Europa (waar veel oorlogen heersten) protestante studenten. Er doceerden Europese beroemdheden als de Brabantse humanist en geschiedschrijver Justus Lipsius, de Franse letterkundige Josephus Justus Scaliger, de jurist Hugo de Groot, de Vlaamse letterkundige Daniël Heinsius, de wiskundige Willebrord Snellius, de linguïst Gerard Vossius en de laat in de zeventiende eeuw geboren Nederlandse medicus en botanicus Herman Boerhaave. Bekend was ook de Vlaamse theoloog Franciscus Gomarus en diens tegenstander Jacobus Arminius, die een hooglopend conflict hadden dat uitliep op winst voor de calvinistische Gomaristen en vervolging van de remonstrantse Arminianen.
De Leidse Universiteit kende drie hoofdfaculteiten, Theologie, Rechten en Medicijnen. Daarnaast was er vooral onderricht in filosofie en kennis van de klassieke Romeinse en Griekse geschiedenis. Verder werd er onderricht gegeven in de zeven vrije kunsten (grammatica van Latijn en Grieks, dialectica, retorica, aritmetica, geometria, musica, astronomia). Deze vakken werden op vrijwel elke universiteit in die tijd gegeven. Nieuw in Leiden was echter de schermschool. Het schermen diende een nauwkeurig wiskundig patroon te volgen. Simon Stevin stelde het lesprogramma op voor de Duytsche Mathematique, een ingenieursschool met wiskunde en toegepaste natuurkunde in het Nederlands voor landmeetkunde en vestingbouw, het enige vak in de volkstaal. Net als de schermles hadden deze vakken vooral een militaire betekenis. Ze kwamen tegemoet aan prins Maurits' behoefte aan kennis van beschietingstechnieken en vestingbouw in verband met de Tachtigjarige Oorlog tegen Spanje.
In de loop van de zeventiende eeuw volgde de oprichting van de protestantse universiteiten van Franeker (1585), Groningen (1614), Amsterdam (1632), Utrecht (1636) en Harderwijk (1648).
Een Athenaeum Illustre of illustere school was een school voor hoger onderwijs zonder promotierecht, dit laatste kon alleen op een universiteit. Wel werd er gedoceerd door hoogleraren. Athenaea waren er onder meer in Amsterdam, Breda en Deventer.

## Architectuur
Ook de architectuur beleefde hoogtijdagen in de Gouden Eeuw. De bloeiende economie had tot gevolg dat de steden sterk in omvang toenamen. Er werden nieuwe stadhuizen en pakhuizen gebouwd. Veel steden lieten ook een nieuwe waag bouwen. Kooplieden die een fortuin vergaard hadden, gaven opdracht tot de bouw van een nieuw pand, met rijk geornamenteerde gevel, langs een van de vele nieuwe grachten, die voor transport- en verdedigingsdoeleinden waren gegraven. Ook werden nieuwe landhuizen gebouwd, maar niet in grote aantallen.
Vanaf 1595 werden veel hervormde kerken gebouwd. Vele daarvan zijn nog steeds in het oog springende gebouwen in een stad.

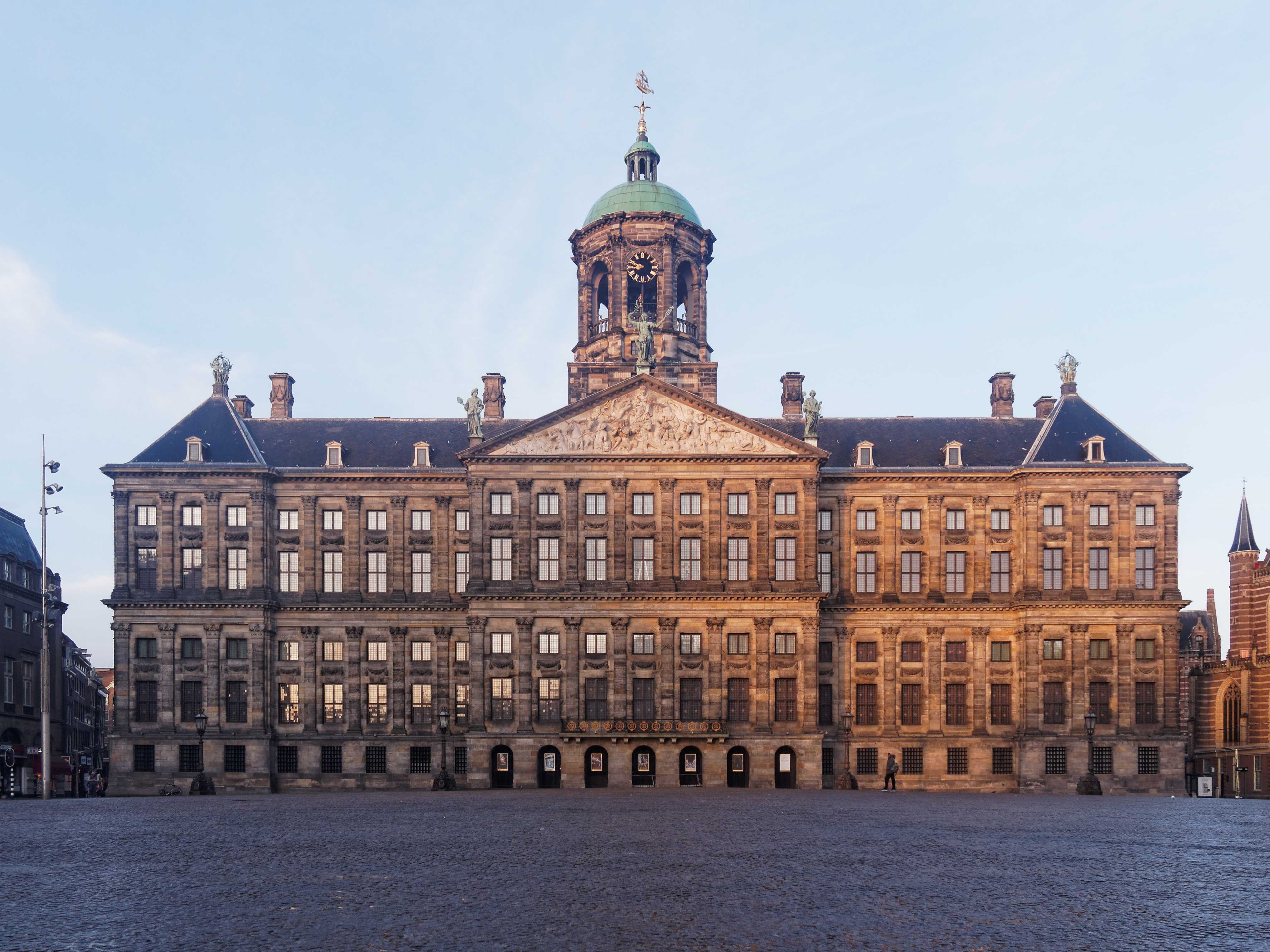
Paleis op de Dam, gebouwd: 1648-1665

Vooral tussen 1647 en 1672 werd op grote schaal gebouwd. Na enkele decennia van soberheid verrezen nu de meest monumentale bouwwerken, met uitbundige ornamenten. Dit gebeurde niet alleen in Amsterdam, maar ook in 's-Gravenhage, Leiden en Haarlem. Juist in deze decennia werden veel nieuwe grachten aangelegd. De invloed van de Nederlandse kunsten op de Europese cultuur bereikte een hoogtepunt.
In het begin van de zeventiende eeuw overheersten nog de stijl van de late gotiek, gecombineerd met renaissancemotieven. Na enkele decennia nam de invloed van het Franse classicisme sterk toe: de nadruk werd gelegd op verticale elementen, het gebruik van ornamentatie nam af, natuursteen kreeg de voorkeur boven baksteen. In de laatste decennia van de zeventiende eeuw werd deze soberheid meer en meer benadrukt. Rond 1670 was de ingang van een huis het meest opvallende kenmerk van een gevel geworden, met zuilen aan weerszijden en mogelijk een balkon erboven, maar geen verdere decoratie.
De meest vermaarde Nederlandse architecten van de zeventiende eeuw waren Jacob van Campen, Lieven de Key en Hendrick de Keyser.

## Schilderkunst
Zoals reeds eerder vermeld was de clientèle van de Nederlandse kunstenaar zeer verschillend van die van hun buitenlandse collega's. Dit had invloed op de onderwerpen die gekozen werden en de stijl van schilderen. Nog een verschil met het buitenland was dat veel doeken niet in opdracht vervaardigd werden, maar via kunsthandelaren en schilders zelf afgezet werden. Deze aanpak werkte specialisatie in de hand, waardoor de net niet briljante schilders zich op een thema van eigen keuze kon toeleggen en in dat genre toch konden excelleren.
Populaire genres waren:
- historiestukken
- portretten (zowel individuele als groepsportretten)
- landschappen, stadsgezichten en zeegezichten
- stillevens
- alledaagse taferelen, genrestukken

Mengvormen van deze categorieën kwamen ook voor. Ook werden vaak allegorische voorstellingen afgebeeld, voorstellingen dus waarin objecten met een symbolische betekenis aan het hoofdonderwerp worden toegevoegd. Zo kon een stilleven bijvoorbeeld een schedel, een zandloper en een uitgedoofde kaars bevatten, elk een symbool van sterfelijkheid. Afbeeldingen hadden ook vaak onder de oppervlakte een moralistische lading.

### Historiestukken
Deze categorie omvat niet alleen schilderijen die werkelijke historische gebeurtenissen afbeelden, maar ook voorstellingen van Bijbelse, mythologische, literaire en allegorische voorstellingen. In Nederland werden minder grote, dramatische, historische of Bijbelse voorstellingen geschilderd dan in omringende landen, waar de adellijke of geestelijke opdrachtgevers vaak aanstuurden op het inboezemen van ontzag bij de kijker. In plaats daarvan legden schilders, voornamelijk in de noordelijke Nederlanden, zich toe op het beroeren van de kijker door deze deelgenoot te maken van een tafereel van diepgaande intimiteit.
Zo zijn Rembrandt en Rubens representatieve voorbeelden van de grote verschillen in stijl tussen schilders uit de Republiek, de noordelijke provincies, enerzijds en Vlaanderen, de zuidelijke provincies, anderzijds.
Veel belangrijke Nederlandse schilders zijn geïnspireerd en beïnvloed, althans in hun beginjaren, door Italiaanse voorbeelden. Kopieën van Italiaanse meesterwerken circuleerden hier. Deze suggereerden bepaalde compositorische schema's. Ook de behandeling van licht en donker (chiaroscuro), waar de Nederlanders zelf absoluut meesters in zouden worden, was voor een deel terug te voeren op Italiaanse voorgangers zoals Caravaggio. Een aantal schilders trok zelf naar Italië om de voorbeelden met eigen ogen te kunnen aanschouwen. Als een speciale schakel fungeerden de Utrechtse caravaggisten zoals Hendrick ter Brugghen, Dirck van Baburen en Gerard van Honthorst.

### (Groeps)portretten

Rembrandt: De Nachtwacht (1642)

Geschilderde portretten waren in de zeventiende eeuw in de Nederlanden zeer gewild. Rijke handelaren en patriciërs lieten zich graag afbeelden. Ook werden veel opdrachten geplaatst door de vooraanstaande leden van een schutterij of bestuursorgaan.
Vooral in de eerste helft van de eeuw waren portretten erg formeel, en strak van opbouw. Vaak zat een groep rond een tafel, en was ieders blik naar de toeschouwer gericht. Kledij werd zeer minutieus afgebeeld. Dit gold ook voor meubels en eventuele andere objecten, om zo de maatschappelijke positie van de geportretteerde te onderstrepen. Later in de eeuw werden groepstaferelen levendiger en de kleuren helderder.
Wetenschappers poseerden vaak gezeten tussen hun instrumentarium en studieobjecten. Artsen werden meermalen afgebeeld tijdens een anatomische les: gegroepeerd rond een lijk, terwijl een van hen college gaf. De beroemdste hiervan is de Anatomische les van Dr. Nicolaes Tulp (1632, Mauritshuis, Den Haag).
Bestuursraden zagen zich graag afgebeeld rond een tafel, ernstig kijkend. De sobere donkere kledij benadrukte enerzijds hun gestrengheid en nederigheid, maar maakte door zorgvuldig gepenseelde verfijning en snit toch duidelijk dat zij niet tot de minsten behoorden. Families lieten zich graag vereeuwigen in hun luxueuze huizen.
Vooral in Amsterdam en Haarlem werden veel schuttersstukken vervaardigd. De opdrachtgevers poseerden als machtige, joyeuze, zwierige mannen van de wereld. Ook hier eerst weer veel gezelschappen die rond een tafel gezeten waren. Later werd de mise en scène dynamischer. Het bekendste schuttersstuk is De Schutterscompagnie van kapitein Frans Banning Cocq, beter bekend als De Nachtwacht (1642, Rijksmuseum, Amsterdam).
Bij veel groepsportretten betaalde iedereen die afgebeeld wilde worden de schilder apart, die dan de plaats van de persoon op het schilderij liet afhangen van de bijdrage: met een royale betaling kon een plaats op de voorgrond verzekerd worden in vol ornaat van hoofd tot voeten uitgebeeld. Bij een bescheiden bijdrage volgde al snel een plaats op de achtergrond, het hoofd nog net zichtbaar tussen omstanders.

### Alledaagse taferelen

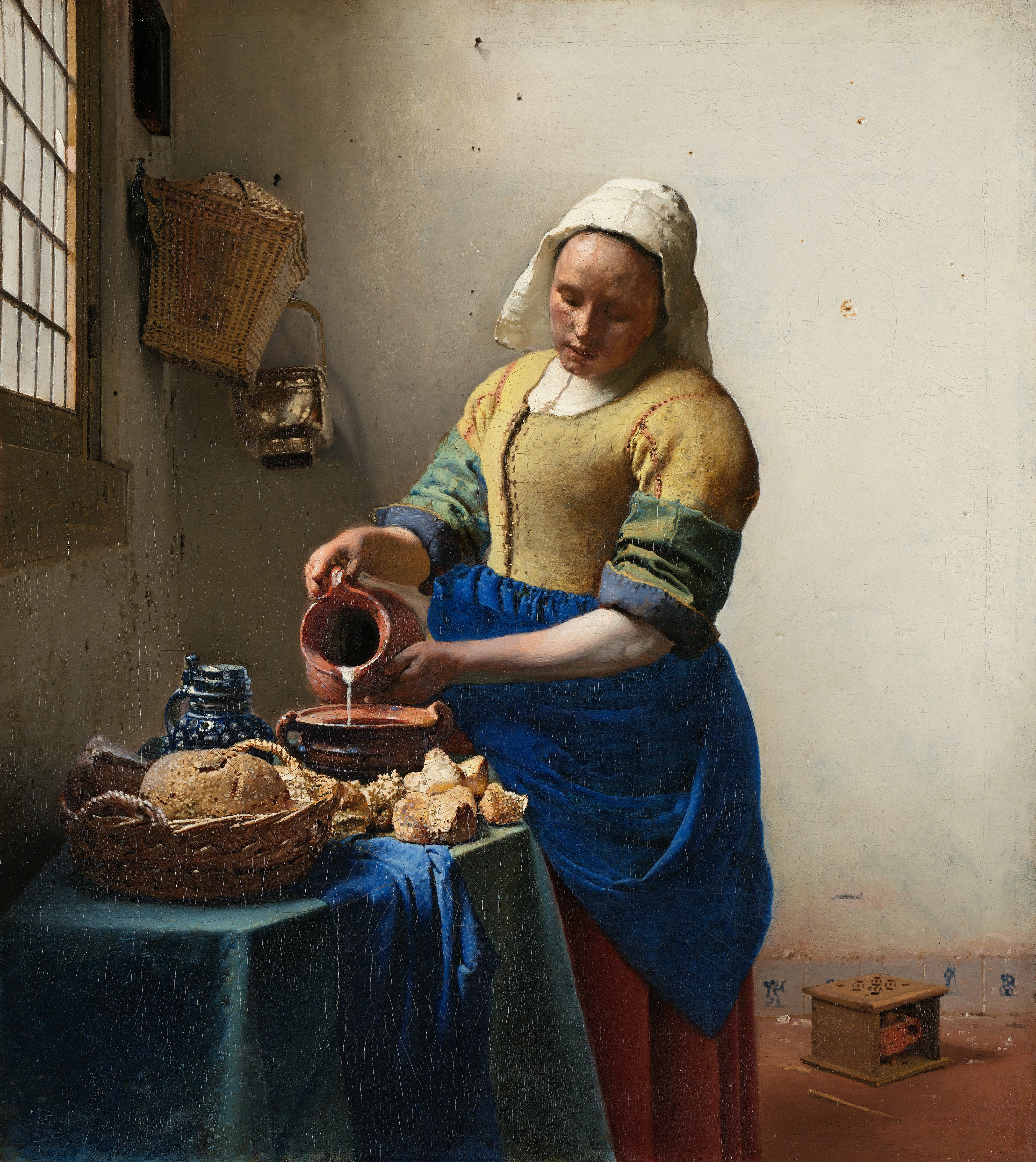
Johannes Vermeer Het melkmeisje (1658–1660)

Veel genreschilderijen die op het eerste gezicht alleen het leven van alledag toonden, waren in feite illustraties van oude spreekwoorden en gezegden of hadden een moralistische boodschap, die tegenwoordig niet altijd meer makkelijk te achterhalen is. Alle rangen en standen werden afgebeeld. Genreschilderijen verschaffen veel inzicht in het dagelijks leven in de zeventiende eeuw in de Nederlanden, zoals hiernaast door Johannes Vermeer, Het melkmeisje.

### Landschappen, stadsgezichten en zeegezichten
Ook het schilderen van landschappen was een geliefde bezigheid in de zeventiende eeuw. In het begin van de Gouden Eeuw werd veel geschilderd in de stijl van zestiende-eeuwse voorgangers uit de Zuidelijke Nederlanden, in het bijzonder in Antwerpen. Deze Vlamingen en Brabanders hadden weinig belang gehecht aan realisme. Doeken werden vaak in het atelier vervaardigd en waren deels aan de fantasie ontsproten. Dit zou nu spoedig veranderen: eigen waarneming werd belangrijk, vaak aan de hand van schetsen die op locatie gemaakt waren. De horizon werd nu vaak laag gehouden, waardoor er meer ruimte kwam voor de karakteristieke indrukwekkend gevonden Hollandse wolkenluchten, met hun geheel eigen licht. Duinformaties behoorden tot de favoriete onderwerpen, maar ook rivierlandschappen met brede uiterwaarden, waar koeien op graasden, een silhouet van een stad op de achtergrond.
Ook winterlandschappen werden veel gemaakt. En in zeegezichten was ook de zee een bron van inspiratie. Tenslotte leefden veel Nederlanders van de vruchten van de zee of van overzeese handel en was de zee regelmatig een geduchte tegenstander.
Ook architectuur fascineerde de Nederlanders, in het bijzonder van kerken. Schilders legden interieur of exterieur van een gebouw zo nauwgezet mogelijk vast. Naarmate de eeuw vorderde werden nieuwe inzichten in de werking van het perspectief enthousiast toegepast.

### Stillevens

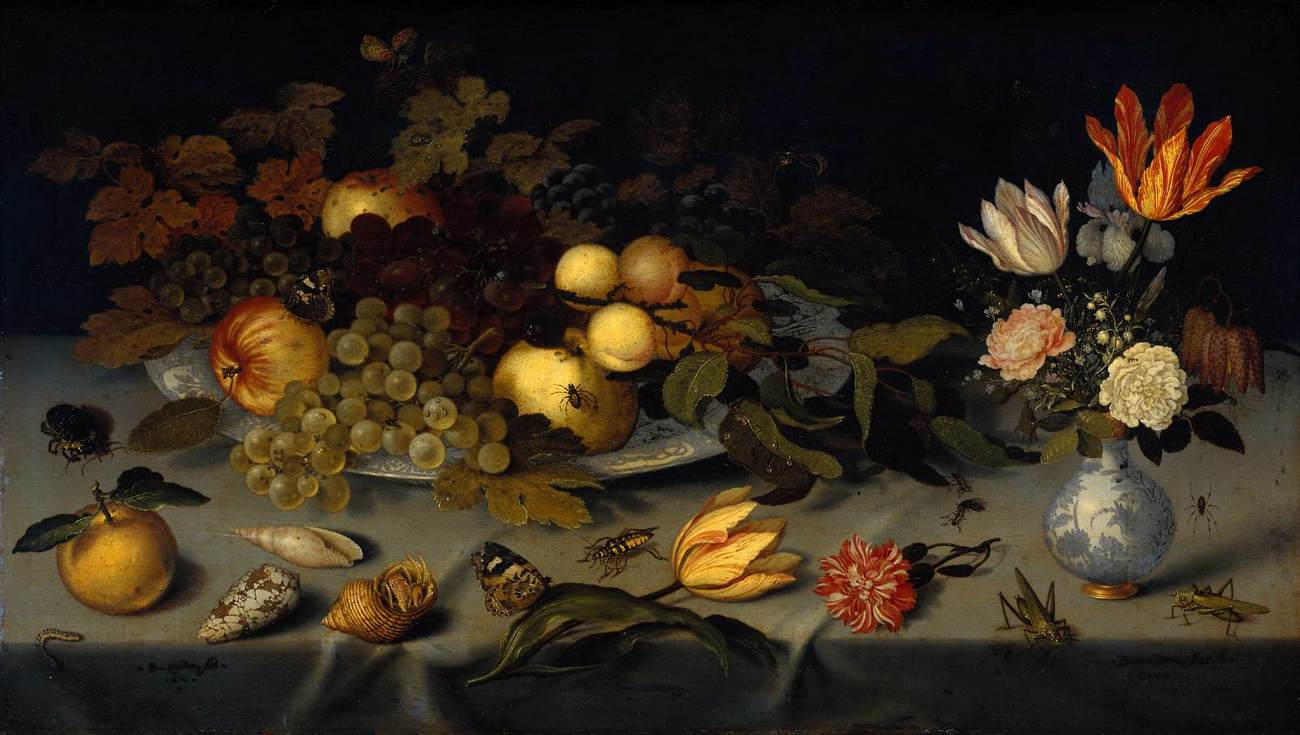
Een stilleven van Balthasar van der Ast

Vooral stillevens boden een schilder (en een enkele schilderes) de gelegenheid om zijn/haar kundigheid te etaleren in het overtuigend en zeer gedetailleerd en met realistische lichteffecten afbeelden van texturen en oppervlakken. Allerlei soorten drank en etenswaar, uitgestald op een tafel, zilveren bestek, fijn tafellinnen dat in plooien afhing, dit alles vormde een uitdaging voor fijnschilders. Vooral schilders uit Leiden blonken in dit genre uit. Stillevens werden ook vaak in opdracht gemaakt. Rijke mensen wilden op zo'n stilleven graag hun waardevolle bezittingen terugzien, zodat ze hiermee pronken konden. Er werd veel gebruikgemaakt van symboliek in de stillevens. In stillevens letten de kunstenaars ook goed op de goede stofuitdrukking. Ze wilden het zo realistisch mogelijk laten lijken.
Tot de vermaardste Nederlandse schilders uit de zeventiende eeuw behoren Ferdinand Bol, Albert Cuyp, Gerrit Dou, Carel Fabritius, Govert Flinck, Jan van Goyen, Frans Hals, Pieter de Hooch, Gerard Houckgeest, Pieter Pieterszoon Lastman, Jan Lievens, Nicolaes Maes, Gabriël Metsu, Michiel van Mierevelt, Adriaen van Ostade, Paulus Potter, Rembrandt Harmenszoon van Rijn, Pieter Jansz. Saenredam, Jan Steen en Johannes Vermeer, Hendrick van Vliet, Emanuel de Witte.

## Beeldhouwkunst

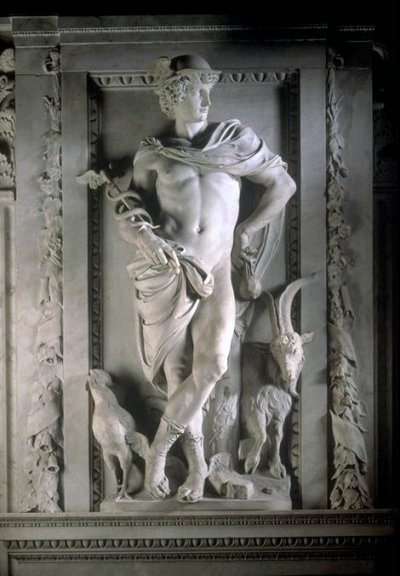
Mercurius door Artus Quellinus

De Nederlandse prestaties op het vlak van de beeldhouwkunst worden minder hoog aangeslagen dan die in de schilderkunst en architectuur. Er werden ook minder sculpturen vervaardigd dan in omringende landen. Enerzijds was dit te verklaren door de totale afwezigheid ervan in protestantse kerken; tenslotte was de Reformatie mede voortgekomen uit de afkeer van de beeldenverering in de katholieke Kerk. Anderzijds had dit te maken met de kleine vraag naar beelden uit aristocratische kringen. Wel werden beeldhouwwerken gemaakt voor overheidsgebouwen en het exterieur van kerken. Particulieren gaven vaak opdracht tot het vervaardigen van een buste, dikwijls om een gevel te verfraaien. Er was ook vraag naar grafmonumenten.
Nederlandse beeldhouwers uit de zeventiende eeuw waren onder andere: Hendrick de Keyser, Artus Quellinus en Rombout Verhulst.

## Muziek
In de zeventiende eeuw werd veel muziek gemaakt in de huiselijke kring. Bekende instrumenten waren: de luit, het klavecimbel, de viola da gamba en de traverso. Er werden veel liederenboeken uitgegeven. Muzikale invloeden uit Engeland, Frankrijk en Italië voerden de boventoon in de Nederlandse muziek. Vanaf het midden van de eeuw werden meer en meer lyrische drama's, balletten en opera's opgevoerd in de Amsterdamse Schouwburg, die in 1638 geopend was. De afkeer die calvinisten hadden van frivoliteit belemmerde de vrije ontwikkeling van muziek, en orgelmuziek werd uitgesloten van diensten in de gereformeerde kerken. Als gevolg daarvan zou de talentrijke organist-componist Jan Pieterszoon Sweelinck meer invloed uitoefenen in Duitsland dan onder zijn eigen landgenoten. Andere vermaarde Nederlandse componisten uit de zeventiende eeuw waren Constantijn Huygens en Jacob van Eyck.

## Wetenschap
De intellectuele ruimdenkendheid en verdraagzaamheid trok denkers aan uit heel Europa. Vooral de gerenommeerde universiteit van Leiden werd voor hen een ontmoetingsplaats. Opvallend aan de wetenschapsbeoefening ten tijde van de Gouden Eeuw is haar veelal praktische karakter.
Het intellectueel debat liep in de Republiek voor op dat in de omringende landen. Zo leefde en werkte de Franse wis- en natuurkundige en filosoof René Descartes in Nederland van 1628 tot 1649, onder meer in Leiden en in Utrecht. Descartes publiceerde in de Republiek zijn belangrijkste werken. Gedurende enkele decennia was het debat tussen de voor- en tegenstanders van het Cartesiaans mechanistische wereldbeeld het belangrijkste intellectuele debat in Europa. Dat werd binnen de Republiek veel eerder gevoerd dan elders.
Aan het eind van de zeventiende eeuw vestigde Pierre Bayle, een belangrijke voorloper van de verlichting, zich in Rotterdam.
Hollandse rechtsgeleerden waren vermaard om hun kennis van internationaal zeerecht en handelsrecht. Hugo de Groot (Hugo Grotius) legde de fundamenten voor het internationale recht. Hij ontwikkelde het concept van de Vrije Zeeën of Mare liberum, dat overigens fel bestreden werd door Engeland met onder meer de Engelse Scheepvaartwetten. Engeland werd in de loop van de zeventiende eeuw Hollands belangrijkste concurrent voor de heerschappij over de wereldzeeën. Ook formuleerde De Groot in zijn boek De iure belli ac pacis (Over oorlogs- en vredesrecht) wetten voor het reguleren van conflicten tussen naties.

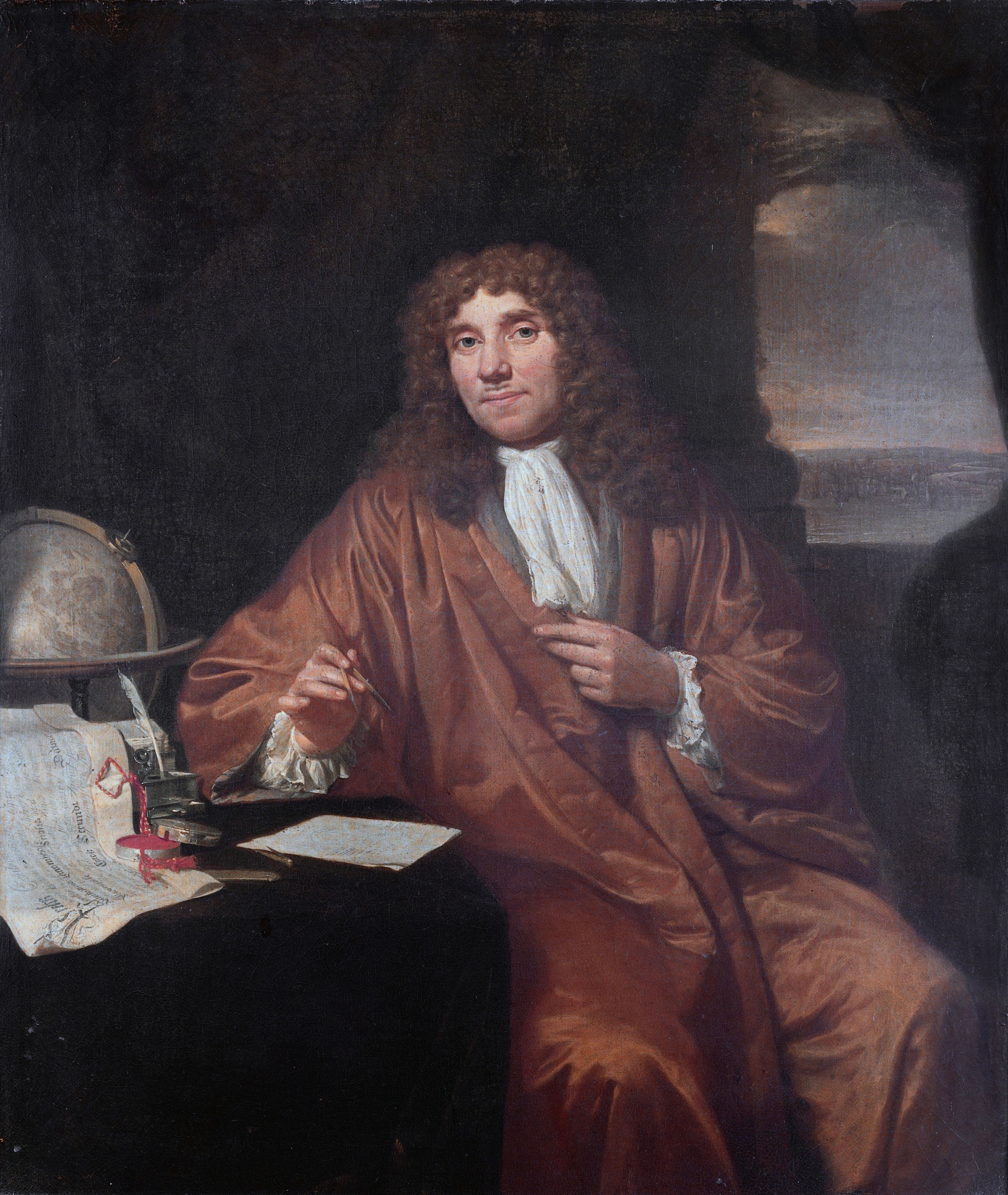
Antoni van Leeuwenhoek (1632–1723)

Christiaan Huygens was een beroemd wiskundige, natuurkundige en sterrenkundige. Hij vond het slingeruurwerk uit, waarmee de tijd nauwkeuriger kon worden gemeten. Aan de hand van zijn astronomische waarnemingen verklaarde hij de ringen van Saturnus. Hij bedacht de golftheorie van het licht en droeg veel bij aan mechanica.
In 1609 werd in Middelburg de zogenaamde Hollandse kijker (een eerste verrekijker) door Zacharias Jansen of Hans Lippershey gebouwd. Deze ontdekking baarde groot opzien en werd in eerste instantie gedacht als oorlogswapen. Al snel vond zij ook echter ook toepassing in de astronomie. Galileo Galilei ontdekte reeds een jaar later, in 1610, met zijn telescoop, een verbeterde versie van het Zeeuwse apparaat, vier van de manen van Jupiter. Ook werden twee soorten microscopen in Nederland uitgevonden: de samengestelde microscoop door Zacharias Jansen en een afwijkend type met kraallens door Antoni van Leeuwenhoek. Met zijn systematische waarnemingen van micro-organismen legde van Leeuwenhoek de basis voor de celbiologie. Jan Swammerdam verbeterde de microscoop en ontdekte onder meer de rode bloedcellen.
Belangrijke Nederlandse waterbouwkundige ingenieurs waren Simon Stevin, die tevens wiskundige was en het decimale stelsel voor breuken ontwierp, dat het mogelijk maakte met gebroken getallen veel sneller te rekenen. Jan Adriaanszoon Leeghwater (1575–1650) voerde diverse grote inpolderingsprojecten uit, zoals van de Beemster, ter bestrijding van overstromingen en om land te winnen.
Ook weer als gevolg van het tolerante klimaat maakten uitgeverijen (onder meer Elsevier) een grote bloeiperiode mee. Veel boeken over religie, filosofie en wetenschap die in andere landen controversieel werden gevonden werden daarom in Nederland gedrukt en heimelijk naar het buitenland uitgevoerd. Aldus werden de Lage Landen in de zeventiende eeuw allengs meer de uitgever van Europa. Toch heerste er voor Nederlandstalige publicaties een streng regiem ten aanzien van afwijkingen van de officiële gereformeerde leer, en hanteerden overheden, zoals Johan de Witt, de censuur. Een prominent slachtoffer van deze censuur was Adriaan Koerbagh.

## Oorlogvoering
Op militair gebied werden vernieuwingen doorgevoerd op het gebied van de tactiek en de vestingbouw. Prins Maurits voerde met Willem Lodewijk van Nassau een strakke discipline in het leger in. Dankzij de economische opbloei kon een groter leger bekostigd worden. In 1595 telde het leger van de Republiek 32.000 man, hetgeen voor die tijd veel was. De artillerie was binnen het leger een belangrijk onderdeel.
Tot 1648 was de krijgskunst in de Nederlanden het voorbeeld voor de rest van Europa. Krijgskundigen uit heel Europa kwamen in de Republiek kijken.
Na 1672 waren de Nederlanden opnieuw het belangrijkste strijdtoneel. De oorlogen van Lodewijk XIV werden voor een belangrijk deel uitgevochten in de zuidelijke Nederlanden.

## Koloniaal rijk
Ook buiten Europa ging het de Republiek voor de wind. De Vereenigde Oostindische Compagnie (VOC) en de West-Indische Compagnie (WIC) verkregen niet alleen het monopolie op de specerijenhandel, ook beheersten hun schepen de wereldzeeën. Dit was zeer tegen de zin van Engeland, dat na-ijverig was op het economisch succes van de Republiek. Hoewel zij beiden tegen de Spanjaarden gevochten hadden tijdens de Tachtigjarige Oorlog, stonden de twee landen lijnrecht tegenover elkaar toen de Republiek een groot koloniaal rijk veroverde. Dit leidde tot de Engelse oorlogen.
De welvaart die hiermee verkregen werd, ging gepaard met verschrikkingen tegen de lokale bevolking. Zo liet Jan Pieterszoon Coen in 1621 vrijwel alle inwoners van de Banda-eilanden uitmoorden.
Korte tijd leek de Republiek zeer succesvol in Brazilië. De Nederlanders waren erin geslaagd de kust tussen de monding van de Amazone en de São Francisco (een rivier ten zuiden van Recife) op de Portugezen te veroveren. Onder gouverneur-generaal Johan Maurits van Nassau-Siegen (1637–1644) was de lucratieve suikerhandel grotendeels in Nederlandse handen.
Curaçao werd veroverd in 1634. In 1648 waren ook Aruba en Bonaire in Nederlandse handen. Een veelbelovende kolonie in Noord-Amerika was Nieuw-Amsterdam.
De rol die Nederland kon spelen in de trans-Atlantische slavenhandel was het gevolg van een reeks veroveringen op de Portugezen. Handelsroutes van Afrikaanse slaven liepen in de zeventiende eeuw grotendeels via Elmina in Ghana (Goudkust) naar Brazilië en de Caribische eilanden. Elmina werd in 1637 veroverd, Axim in 1642. In 1641 werd onder aanvoering van Pieter Cornelisz. Jol ook Angola veroverd. Naar schattingen werden zo ruim 550.000 mensen in slavernij naar Amerika gebracht door Hollandse schepen. Deze reizen waren veelal onder erbarmelijke omstandigheden waarbij de nodige mensen onderweg stierven. Naast de persoonlijke ontberingen had dit ook een ontwrichtende uitwerking op de Afrikaanse samenlevingen. Schattingen over de directe winstgevendheid lopen uiteen, maar zonder slavernij was de kolonisatie van Amerika geheel anders verlopen.
Ook in Aziatische slaven werd veelvuldig gehandeld. De slaaf was in de economie van het Nederlandse koloniale rijk in de Gouden Eeuw onmisbaar als arbeidskracht; in de tweede helft van de zeventiende eeuw bestond de helft van de inwoners van Batavia uit onvrijen.

## Politieke structuren

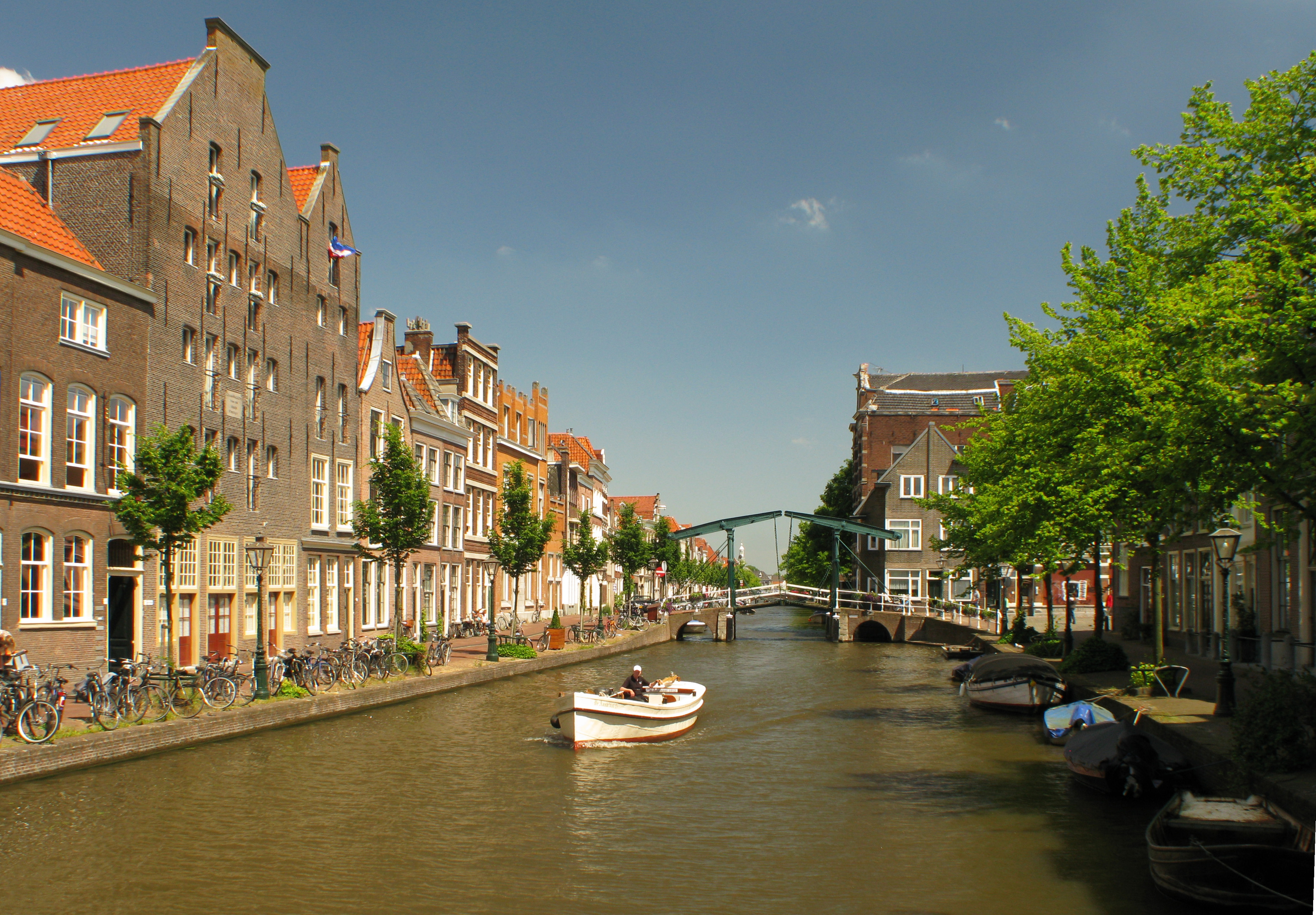
Koopmanshuizen in Leiden

De politieke structuur van de Republiek kreeg haar beslag tussen 1572 en 1609. Er was duidelijk sprake van een breuk met de instellingen zoals die onder de Habsburgers functioneerden. Op papier was het de in 1579 ondertekende Unie van Utrecht die de staatsinrichting regelde. Volgens het unieverdrag was de Republiek een statenbond en waren de gewesten soeverein. Belangrijke besluiten mochten slechts bij unanimiteit in de Staten-Generaal genomen worden.
In de praktijk had de Republiek eerder het karakter van een bondsstaat onder leiding van Holland. Binnen de Republiek was Holland verreweg het machtigste, welvarendste en invloedrijkste gewest van de Nederlanden. Ieder gewest had één stem in de Staten-Generaal. De meeste besluiten werden genomen door de Staten van Holland en een meerderheid van de andere gewesten. De Staten-Generaal bemoeiden zich ook met kerkelijke aangelegenheden, het bestuur van de Generaliteitslanden en koloniale expansie.
In de beginjaren van de nieuwe staat was het aanvankelijk onduidelijk en een punt van discussie of voor een republikeins dan wel voor een monarchistisch staatsbestel gekozen zou worden. De Staten van Holland waren in meerderheid voorstander van een staat zonder vorst. Gezien de dominante positie van Holland is het niet verwonderlijk dat de voorstanders van een republiek aan het langste eind trokken. Binnen de context van Europa als geheel was het een opmerkelijke en ook revolutionaire keuze.
Johan van Oldenbarnevelt heeft in hoge mate een stempel gedrukt op het politiek bestel zoals dat tijdens de eerste decennia na de moord op Willem van Oranje vorm kreeg. Hij was ontegenzeggelijk de politieke leider; de fundamentele beslissingen wat betreft het buitenlands beleid werden door hem genomen. Steeds stond voor Van Oldenbarnevelt het belang van Holland voorop. Onwillige provincies werden vroeg of laat tot de orde geroepen. In financieel opzicht waren alle gewesten van Holland afhankelijk.

## Einde van de Gouden Eeuw
Na het Eerste Stadhouderloze Tijdperk en de derde Nederlands-Engelse Oorlog werd koning Jacobus II van Engeland onttroond door het Engelse Parlement. Diens schoonzoon, de Nederlandse stadhouder Willem III, getrouwd met Mary, werd in 1689 gevraagd om ook koning van Engeland te worden. Willem had daar wel oren naar, en viel met een grotendeels Nederlands leger Engeland binnen. In zekere zin waren de Nederlanders de laatsten die Engeland met succes veroverd hebben, in de zin van een geslaagde grootschalige militaire inval, betaald met Amsterdams geld. Het ging wel om een troonswisseling, niet om inlijving van Engeland bij de Nederlandse Republiek. Willem III moest om koning te mogen worden aan het Engelse Parlement ook meer macht geven. Met het bewind van Willem en Maria Stuart (in het Verenigd Koninkrijk bekend als de Glorious Revolution van William and Mary) werd een eind gemaakt aan een heel roerige periode in de Engelse geschiedenis, waarin ook de Engelsen voorgoed afrekenden met hun absolutistische koningen.
Willem III bracht ook zijn bankiers en raadgevers naar Londen en voerde economische verbeteringen door. Vanaf zijn tijd begon Engeland steeds meer de Republiek te overvleugelen, vooral in de koloniale handel. Voor een deel kwam dat omdat in Engeland nu het centraal gezag beter ging functioneren, ironisch genoeg mede door Willems hervormingen.

### Economische neergang
Ondanks het feit dat pas de Vrede van Utrecht in 1713 definitief afbreuk deed aan de rol van grote mogendheid, die de Republiek gedurende de gehele zeventiende eeuw had gespeeld, was de economische neergang al vanaf de jaren zeventig van de zeventiende eeuw zichtbaar. Dat wil zeggen: nadat de Nederlandse economie tussen 1647 en 1672 haar hoogtepunt had bereikt, verloren de Nederlanders nu gaandeweg terrein. Zij bleven de wereldeconomie, de handel in het bijzonder, echter beheersen tot ~1720.
Een groot aantal factoren hebben een bijdrage geleverd aan deze economische terugval.
Als belangrijkste dient hierbij de opkomst van andere mogendheden aangehaald te worden. In het bijzonder waren Frankrijk op het vasteland en Engeland op zee steeds machtigere concurrenten voor de Republiek. Frankrijk was onder toedoen van de Lodewijk XIV weer een land vol zelfvertrouwen dat tevens beschikte over het grootste leger op het Europese continent. Engeland maakte in de tweede helft van de zeventiende eeuw een woelige periode door. De uitwas van bloedige conflicten tussen parlement en koning betekende in 1688 de Glorious Revolution waarbij het parlement zijn macht aanzienlijk wist te vergroten. Het parlement besloot over te gaan tot nieuwe forse investeringen in het leger en in het bijzonder de marine.
De opkomst van de twee grootmachten zorgde op deze manier voor destabilisatie van het machtsevenwicht en had twee belangrijke gevolgen. Wegens angst voor de ander zag de Republiek zich genoodzaakt om mee te gaan met een dure wapenwedloop die een behoorlijke tol zou eisen op de staatskas. Enerzijds betekende dit hogere belastingen en anderzijds meer kosten voor het leger wat leidde tot een grotere staatsschuld.
Ten tweede was er door het verstoorde machtsevenwicht sprake van een nieuwe golf van protectionisme. De Republiek beschikte over een kleine thuismarkt en was gebaat bij een volledige vrije markt. Vrije handel waar ook ter wereld was dan ook de basis voor het succes van de Republiek. Het protectionisme was op zijn beurt een gevolg van het heersende mercantilistische gedachtegoed waarbij werd gesteld dat invoerheffingen het land alleen maar ten goede zouden komen.
Drie overige factoren dienen echter nog naar voren te worden gebracht. Als eerste vond er binnen de Republiek een negatieve ontwikkeling plaats wat betreft de loon-prijs verhouding. In tegenstelling tot andere landen was er een grote starheid van de lonen. Daarnaast daalden de prijzen gestaag. Ten tweede kende de veelvuldig geprezen tolerantie van de Republiek ook zijn keerzijde. In de tweede helft van de zeventiende eeuw wierp de pluralistische samenleving van de Republiek geen vruchten meer af, omdat grote belangenconflicten uitmondden in starheid. In dit licht kan de derde factor aangehaald worden. Het moeizame overleg leidde tot een terugval in innovatie, een van de factoren die juist de Republiek zo voortvarend had gemaakt.
Ook wordt de ondergang vaak geweten aan gezapigheid van de regenten. Ze hadden het goed, waarom zouden ze ook maar iets veranderen? Ze hadden niet in de gaten of het interesseerde hen niet dat de rest van Europa niet stil bleef staan en hen economisch inhaalde. Zo verloor de Republiek haar leidende functie op bijna alle gebieden.

### Nasleep
De achteruitgang was relatief ten opzichte van de buurlanden. Na de Gouden Eeuw haalden Frankrijk en Engeland –landen met veel meer inwoners en hulpmiddelen– de Republiek snel in. De Duitse gebieden herstelden zich van de verwoestingen door de Dertigjarige Oorlog. Amsterdam wilde na de succesvolle verovering van Engeland door Willem III in de Glorious Revolution niet meer betalen voor militaire operaties. Zo verloor de Republiek grondgebied (rond Geldern) aan Pruisen. Nederland bleef nog wel het rijkste land ter wereld. Rentenieren en beleggen leverden meer rendement dan ondernemen. Nederlands kapitaal werd bijvoorbeeld geïnvesteerd in de industriële revolutie in Engeland. Dat Frankrijk en Engeland niet eerder de Republiek voorbij waren gegaan kwam omdat zij het te druk hadden met binnenlandse problemen als revoluties en oorlogen.

## De term Gouden Eeuw
De term Gouden Eeuw is een uit oosterse en Grieks-Romeinse mythen afkomstige metafoor van de vijf tijdperken van de mens, waarbij het eerste tijdperk van het 'gouden geslacht' een grote voorspoed kent. Vanuit deze periodisering volgt op een Gouden eeuw een Zilveren eeuw. In Nederland wordt de achttiende eeuw soms de zilveren eeuw genoemd. Ook andere beschavingen worden met een gouden tijdperk geduid zoals de Gouden eeuw van Athene en het islamitische gouden tijdperk. In de nationalistische geschiedschrijving van de negentiende eeuw werd de metafoor van toepassing verklaard op de zeventiende eeuw in Nederland. Als een tegenhanger van een gouden eeuw wordt het begrip ijzeren eeuw gebruikt voor een periode van ellende en geweld. De Leidse historicus Jean-Nicolas de Parival (1605-1669) noemde juist de zeventiende eeuw waarin hij leefde, met zijn vrijwel permanente staat van oorlog en grote sociale veranderingen, een ijzeren eeuw.
Zoals dat geldt voor meer door de traditie geijkte begrippen en verschijnselen in de Nederlandse historie, is ook de term Gouden Eeuw diverse malen tegen het licht gehouden. In de titel van zijn boek Nederland's beschaving in de zeventiende eeuw uit 1941 vermeed Johan Huizinga de term, en hij schreef in zijn slotconclusie:
Toen P.L. Muller in 1897 zijn hoogst verdienstelijke [..] beschrijving van De Republiek der Vereenigde Nederlanden in haar bloeitijd in het licht gaf, moest het boek naar den wensch van den uitgever Onze Gouden Eeuw heeten. Die titel echter werd [..] eigenlijk door het werk zelf weerlegd. [..] Het is de naam Gouden eeuw zelf, die niet deugt. [..] Als ons bloeitijdperk een naam moet hebben, laat het dan zijn naar hout en staal, pik en teer, verf en inkt, durf en vroomheid, geest en fantazie. Gouden eeuw zou beter passen bij de achttiende eeuw, toen het goud gemunt in de geldkisten lag.
In september 2019 stopte het Amsterdam Museum met het gebruik van de term Gouden Eeuw, omdat deze metafoor de vele negatieve kanten van de zeventiende eeuw als armoede, oorlog, dwangarbeid en mensenhandel zou negeren. Deze opvatting riep veel reacties op en werd door velen gezien als een symptoom van doorgeslagen politieke correctheid.